# 16-я воздушная армия
16-я воздушная Краснознамённая армия (1942—2009) (сокр. 16 ВА) — воинское объединение ВВС РККА и ВВС СССР (1942—1992), принимавшее участие в Великой Отечественной войне, и ВВС Российской Федерации (1992—2009).

## Создание

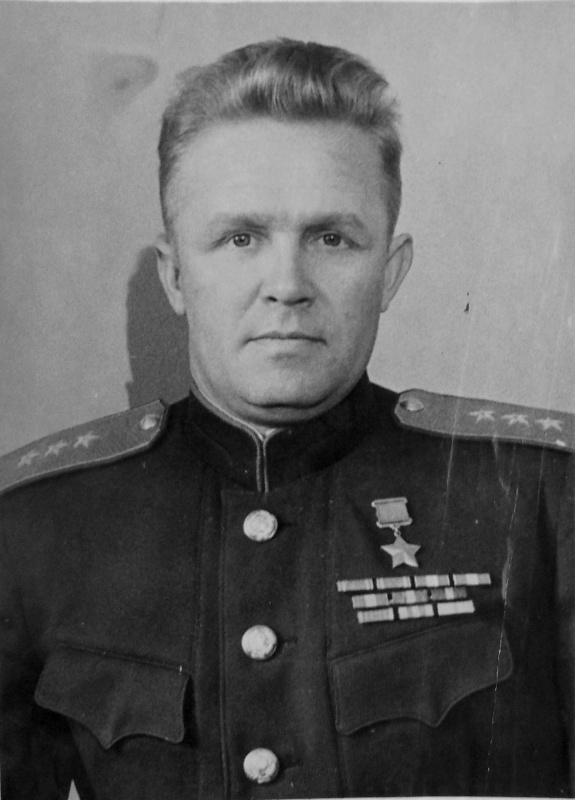
генерал-полковник С. И. Руденко, позже маршал авиации, Герой Советского Союза.

Начало формированию 16-й Воздушной Армии было положено приказом Народного комиссара обороны СССР от 8 августа 1942 года и возложено на представителя ВВС Красной Армии генерал-майора авиации П. С. Степанова и заместителя командующего 8-й воздушной армии генерал-майора авиации С. И. Руденко. Управление 16-й воздушной Армии было сформировано к 15 августа и в начале размещалось в городе Сталинград. Процесс формирования 16-й ВА продолжался до 4 сентября 1942 г.

Ставка Верховного Главнокомандования принимала экстренные меры по усилению нашей воздушной армии. С 20 июля по 17 августа мы получили двадцать один авиаполк (447 самолётов). Радовало нас то, что три четверти прибывших на фронт боевых машин составляли новые истребители Як-1, Як-7б, грозные штурмовики Ил-2, скоростные пикирующие бомбардировщики Пе-2.— С. И. Руденко. «Крылья Победы.»
К этому сроку в воздушную армию были переданы из 8-й воздушной армии две авиационные дивизии — 220-я и 228-я.
- В 220-ю иад входили 43-й, 211-й, 237-й, 512-й, 581-й и 657-й иап, вооружённые истребителями Як-1, позже вошёл ещё 291-й иап на ЛаГГ-3.
- В состав 228-й шад входили 688-й, 694-й, 783-й и позднее 285-й шап, на самолётах Ил-2.

Одновременно из резерва Ставки в 16-ю воздушную армию прибыли ещё две авиадивизии:
- 283-я иад в составе 431-го, 520-го, 563-го и позднее 812-го иап на самолётах Як-1
- 291-я сад, которая состояла из 243-го и 245-го шап на самолётах Ил-2 и 30-го бап на бомбардировщиках Пе-2; позднее этот полк был заменён 313-м шап.

После вхождения в состав дивизии 954-го шап, она стала именоваться штурмовой.
К началу сентября в 16-й воздушной армии также имелись 598-й и 970-й лбап на самолётах По-2. В последующем они стали ночными.
Всего к 4 сентября в составе 16-й воздушной армии было 152 исправных самолёта: 42 истребителя, 79 штурмовиков и 31 лёгкий бомбардировщик.
28 сентября 1942 года командующим воздушной армией был назначен генерал-майор авиации (впоследствии маршал авиации) Сергей Игнатьевич Руденко.

## Участие в Великой Отечественной войне
С момента создания и до последнего дня войны 16-я воздушная армия постоянно действовала в составе одного фронта, который в разные периоды имел наименования: Сталинградский, Донской, Центральный, Белорусский и 1-й Белорусский фронт.
Принимала активное участие в таких крупных фронтовых операциях, как Сталинградская, Орловско-Курская, Севская, Гомельско-Речицкая, Калинковичско-Мозырская, Рогачевская, Бобруйская, Норвская, Пражская, Варшавско-Познанская, Померанская, Берлинская.
Каждый третий авиационный полк 16-й ВА стал гвардейским. Вклад авиаторов 16-й ВА в Победу огромен. Участвуя в сражениях с врагом на главных стратегических направлениях, они уничтожили 5700 самолётов, из них 859 на земле, 3536 танков, свыше 173 тысяч солдат и офицеров врага.

### Сталинград

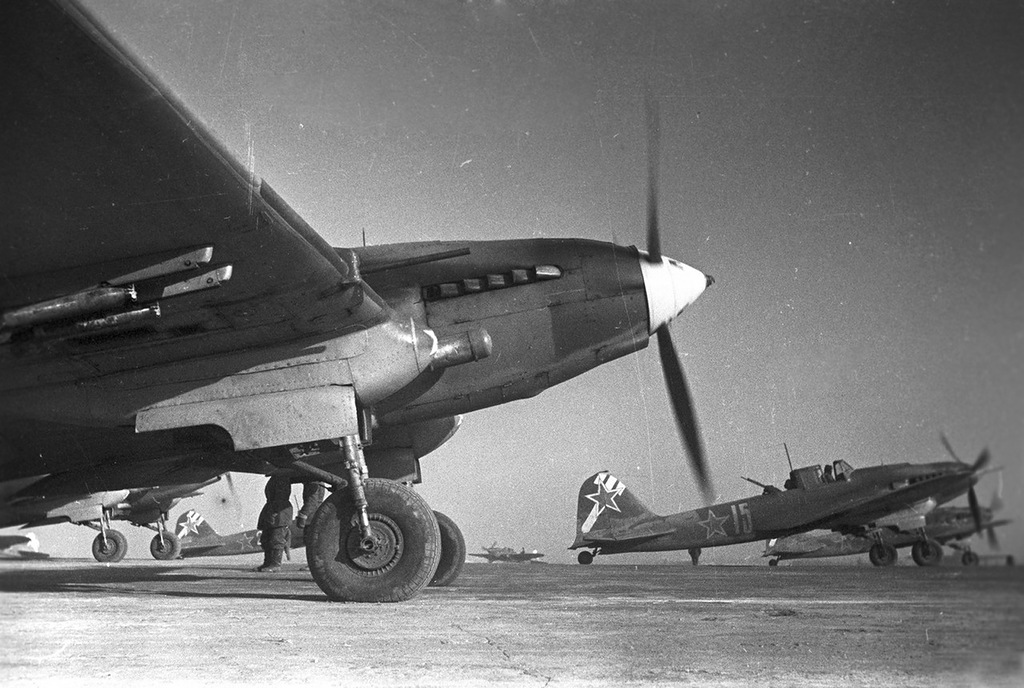
Советские «Ил-2» вылетают на боевое задание под Сталинградом, январь 1943 г.

2 сентября 1942 года 16-я ВА была включена в состав Сталинградского фронта. 4 сентября 1942 года генерал Руденко отдал приказ о начале боевых действий 16-й ВА в составе войск Сталинградского фронта. На тот момент в составе армии было 152 исправных самолёта, в том числе 42 истребителя, 79 штурмовиков и 31 лёгкий бомбардировщик.
Боевые действия воздушной армии начались силами наиболее боеспособных к тому времени 228-й шад и 220-й иад. Остальные авиасоединения и части вводились в бой позднее (291-я шад — 05.09.1942, 283-я иад — 08.09.1942 и полки ночников — 10—12 сентября 1942 года). С 28 сентября 1942 года Сталинградский фронт стал именоваться Донским, а Юго-Восточный — Сталинградским. В конце октября 1942 года начальником штаба армии был назначен генерал-майор авиации Михаил Макарович Косых.

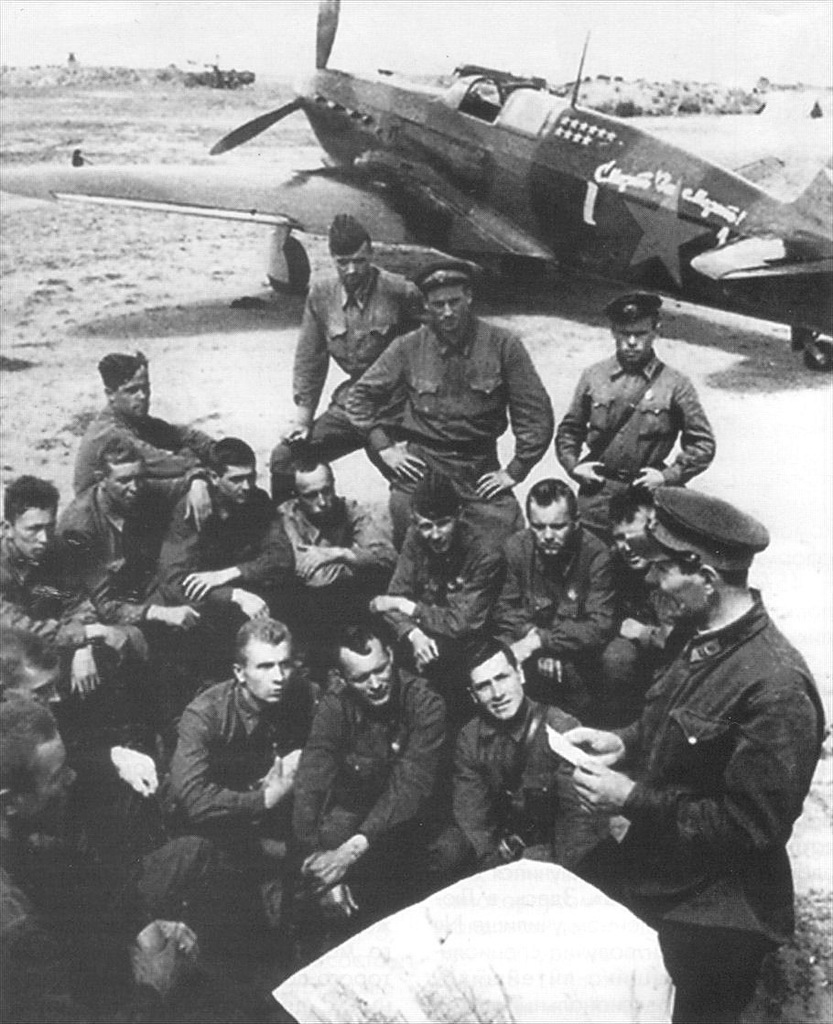
Политинформация в 434-м истребительном авиаполку. В первом ряду слева направо: Герои Советского Союза старший лейтенант И. Ф. Голубин, капитан В. П. Бабков, лейтенант Н. А. Карначенок (посмертно), стоит комиссар полка батальонный комиссар В. Г. Стрельмащук. Июль 1942 г.

За октябрь — ноябрь 1942 года боевой состав армии увеличился — было увеличено число самолётов в истребительных и штурмовых авиаполках, которые перешли на новые штаты и вместо двух эскадрилий стали иметь три. В каждом полку предусматривалось 32 самолёта вместо 20, а в каждом звене — две пары вместо трёх самолётов. Эта реорганизация делала авиаполки более полнокровными и резко повышала их боевые возможности.
К 19 ноября 1942 года в составе армии было 342 самолёта (из них исправных 249), в том числе 103 штурмовика, 125 истребителей, 93 ночных бомбардировщика, 7 разведчиков и 14 самолётов связи. В начале декабря 1942 г. на должность заместителя командующего ВА прибыл полковник И. К. Самохин.
В конце ноября в состав 16-й воздушной армии вошёл 2-й бомбардировочный авиационный корпус (бак), которым командовал генерал-майор авиации И. Л. Туркель. Авиакорпус состоял из двух бомбардировочных авиадивизий (бад), вооружённых самолётами Пе-2: 223-й — под командованием полковника Л. Н. Юзеева и 285-й — во главе с Героем Советского Союза полковником В. А. Сандаловым. Авиакорпус имел 122 исправных самолёта.
На 10.01.1943 года в боевом составе воздушной армии было 215 истребителей, 103 штурмовика, 105 дневных и 87 ночных бомбардировщиков и 15 разведчиков, а также 75 самолётов связи и транспортных. Всего в ВА насчитывалось 600 самолётов и 488 боеготовых экипажей.
Всего за период Сталинградской битвы 16-я ВА произвела 26 656 боевых самолётовылетов, в том числе на бомбардировочные и штурмовые действия — 10 588, на прикрытие войск и тыловых объектов — 4116, на удары по аэродромам и их блокирование — 3087, на прикрытие своих аэродромов и сопровождение самолётов — 4262, на воздушную разведку — 2402, на перехват самолётов и «свободную охоту» — 1508. За пять месяцев лётчики провели 820 воздушных боёв и уничтожили в воздухе 571 и на аэродромах 454 самолёта противника. Свои потери за этот период были в три раза меньше. Было уничтожено и выведено из строя свыше 800 танков и бронемашин, до 500 артиллерийских орудий, более 6000 автомашин и много другой боевой техники, а также живой силы противника.

### Курск
В феврале 1943 года решением Ставки ВГК был образован Центральный фронт во главе с генералом армии К. К. Рокоссовским, и 16-я ВА вошла в состав Центрального фронта. В апреле 1943 года начальником штаба 16-й воздушной армии был назначен полковник Пётр Игнатьевич Брайко. Заместителем командующего ВА назначен генерал-майор авиации М. М. Косых.
После передислокации на Центральный фронт и пополнения ВА в течение марта-апреля 1943 года действовала по железнодорожным узлам орловского направления, по дорогам, идущим к фронту, резервам, а также по войскам противника на поле боя, прикрывала боевые порядки своих войск и коммуникации от налётов вражеской авиации, вела воздушную разведку. В мае 1943 года участвовала в воздушной операции по уничтожению немецкой авиации на аэродромахю
05.07.1943 насчитывалось 1052 исправных боевых самолёта, в том числе 260 дневных и 74 ночных бомбардировщика, 241 штурмовик, 455 истребителей, 22 разведчика и корректировщика. В каждой авиадивизии было по 75 — 95 исправных самолётов (в 299-й шад было до 150 самолётов). Боеготовых экипажей в армии было 1028. В этот день начались ожесточённые бои на Курско-Орловском направлении.

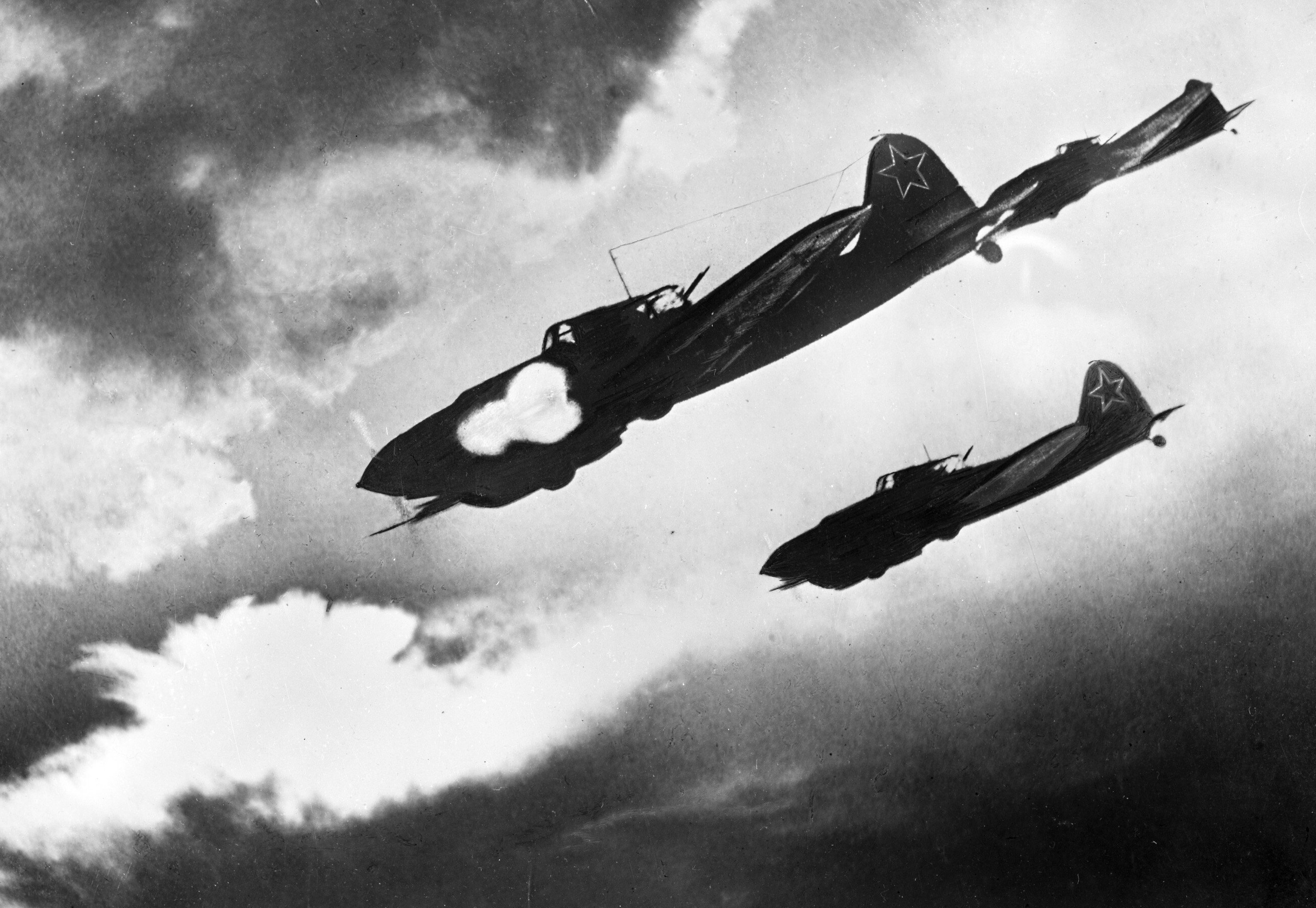
Советские «Ил-2» атакуют колонну противника на Курской дуге. 1 июля 1943 г.

Авиасоединения 16-й ВА за период оборонительных боёв с 05. по 12.07.1943 произвели около 7600 боевых вылетов, оказали большую помощь войскам в срыве вражеского наступления и во взаимодействии с соседними воздушными армиями завоевали господство в воздухе. За это время лётчики армии провели 380 воздушных боёв, в которых сбили 517 самолётов противника. Сброшено около 20 тыс. фугасных и осколочных бомб, более 23 тыс. противотанковых бомб, около 4 тыс. реактивных снарядов.
В соответствии с решением командующего войсками фронта командарм 16-й ВА на период контрнаступления поставил авиасоединениям следующие задачи:
- бомбоштурмовыми ударами уничтожать живую силу и боевую технику противника на поле боя и в глубине обороны. Эта задача возлагалась на бомбардировщиков 241-й и 301-й бад (3-й бак), прикрываемых истребителями 6-го иак, и на бомбардировщиков 221-й бад (6-й сак), обеспечиваемых 282-й иад (6-й сак), а также на штурмовиков 2-й гв. шад и 299-й шад, прикрываемых истребителями 283-й и 286-й иад. Ночью эту задачу надлежало выполнять силами 271-й нбад;
- прикрыть боевые порядки наступающих войск истребителями 6-го иак (в состав корпуса входила и 1-я гв. иад);
- вести разведку силами 16-го одрап и эскадрильями 283-й и 286-й иад.

Всего за три дня контрнаступления с 15 по 17.07.1943 армией было выполнено 4478 самолёто-вылетов, проведено 22 воздушных боя, сбито 28 самолётов противника. Нашим войскам была оказана мощная авиационная поддержка. За эти дни немецкие войска были отброшены на рубежи, которые они занимали до 05.07.1943.
За период с 13.07. по 15.08.1943 года авиасоединения армии произвели свыше 22 000 боевых самолётовылетов, из них на бомбардировку и штурмовку войск и действия по железнодорожным перевозкам противника — свыше 13 800, на прикрытие своих войск — до 2000, на сопровождение бомбардировщиков и штурмовиков — около 4200 и на разведку — до 2000 вылетов. В 425 воздушных боях было сбито до 400 вражеских самолётов. В результате бомбардировочных и штурмовых ударов противник потерял большое количество танков, автомашин и орудий, а также несколько тысяч солдат и офицеров.

### Левобережная Украина
В боевом составе 16-й ВА к 26.08.1943, к началу операции по освобождению Левобережной Украины было 740 самолётов, в том числе 183 дневных и 130 ночных бомбардировщиков, 150 штурмовиков, 263 истребителя и 14 разведчиков.
3-му танковому и 7-му механизированному корпусам было придано по одному штурмовому авиаполку от 2-й гв. шад и 299-й шад. Представители этих полков с радиостанциями были направлены в штабы корпусов, где детально отрабатывались все остальные вопросы взаимодействия. Прикрытие войск на главном (Новгород-Северском) направлении было возложено на 6-й ИАК.
26.08.1943 войска левого крыла Центрального фронта перешли в наступление. В первый день наступления 16-я ВА произвела 1540 самолётовылетов, из них на бомбардировку и штурмовку войск противника — 963. 27 и 28 августа авиасоединения армии сосредоточенными и эшелонированными ударами штурмовиков и бомбардировщиков непосредственно перед наступавшими войсками фронта и в глубине расположения противника уничтожали его живую силу и боевую технику, а также препятствовали переброскам резервов к фронту. Авиасоединения армии в эти дни оказали ощутимую поддержку советским войскам. С 20 по 31 августа лётчики 16-й ВА выполнили 6153 самолёто-вылета, провели 48 воздушных боёв и сбили 53 самолёта противника.
С 01.09.1943 главные усилия 16-й ВА были сосредоточены на прикрытии наступавших войск Центрального фронта и содействии им бомбоштурмовыми ударами, особенно при форсировании рек Десна, Сейм и Днепр, уничтожении переправ и ведении разведки.
За период с 16 августа по 15 октября 1943 года авиасоединениями 16-й ВА произведено 20 000 самолётовылетов, проведено 350 воздушных боёв, сбито 336 самолётов. Наши потери были значительно меньше. Бомбардировочными и штурмовыми ударами авиации уничтожено и повреждено до 160 танков, 19 самолётов, 3 тысячи автомашин, свыше 770 орудий и миномётов, уничтожено свыше 13 тысяч солдат и офицеров противника.

### Белоруссия

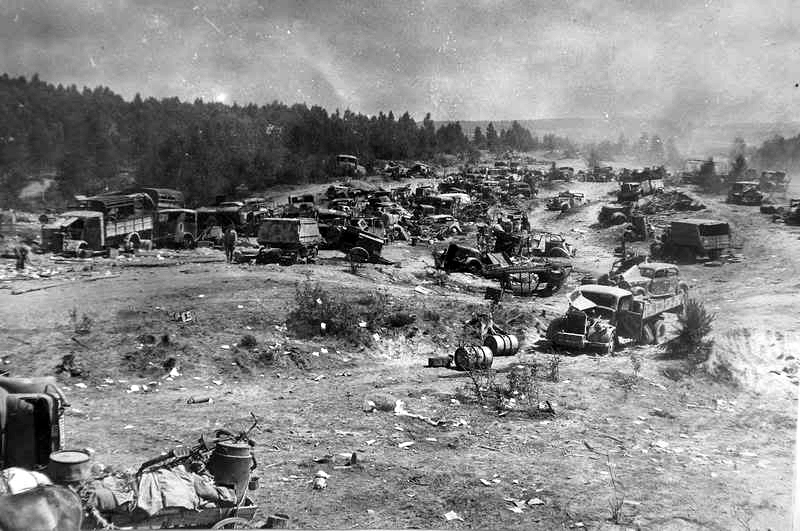
Колонна 9-й немецкой армии, разгромленная ударом ВВС РККА неподалёку от Бобруйска.

С 15.10.1943 16-я ВА, поддерживая войска фронта, сосредоточенными ударами бомбардировщиков и штурмовиков уничтожала живую силу, огневые средства и опорные пункты противника при прорыве его обороны и форсировании рек. В промежутках между ударами небольшими группами действовали штурмовики, сопровождая советские подвижные войска, введённые в прорыв. Истребители прикрывали войска на поле боя, своих бомбардировщиков и штурмовиков, объекты войскового тыла и, в первую очередь, переправы через Днепр и Сож, а также вели разведку противника.
20.10.1943 решением Ставки Центральный фронт был переименован в Белорусский. За период боевых действий с 15 октября по 31.12.1943 года 16-я ВА выполнила около 14 800 боевых самолётовылетов и провела 270 воздушных боёв, уничтожив 198 самолётов противника. Потери нашей авиации были значительно меньше.
Всего за январь — март 1944 года авиасоединениями 16-й ВА было выполнено 11 400 боевых самолётовылетов, проведено 250 воздушных боёв и сбито 200 самолётов противника. Наши потери были значительно меньше и, главным образом, от огня МЗА противника. 17.02.1944 директивой Ставки Белорусский фронт был переименован в 1-й Белорусский.

### Бобруйско-Варшавское направление
К середине апреля 1944 года в авиадивизиях армии оставалось по 40 — 60 самолётов. Всего в 16-й ВА было 658 боевых самолётов.
В связи с тем, что 2-й Белорусский фронт свой участок, охватывавший Полесье с юга, и находившиеся на нём войска передал 1-му Белорусскому фронту, 6-я ВА 2-го Белорусского фронта, которой командовал Герой Советского Союза генерал-лейтенант авиации Ф. П. Полынин, в апреле 1944 года вошла в состав 1-го Белорусского фронта и была подчинена командующему 16-й ВА. При подготовке к наступлению (апрель — июнь 1944 года) авиачастями ВА было произведено до 48 000 небоевых самолётовылетов, из них около 27 000 учебно-тренировочных. В этот период ВА произвела 4538 боевых самолётовылетов и бомбоштурмовыми ударами нанесла противнику немалый ущерб в живой силе и боевой технике. В 84 воздушных боях было сбито 68 самолётов противника.
24.06.1944 в 16-й ВА насчитывалось 2319 исправных боевых самолётов, из них 331 дневной и 149 ночных бомбардировщиков, 661 штурмовик, 1108 истребителей, 70 разведчиков и корректировщиков. Боеготовых экипажей было 1846. На левом крыле фронта в 6-й ВА было 321 самолёт и 248 боеготовых экипажей. Обе армии имели превосходство в численности над авиацией противника. В течение 24.06.1944 авиачасти 16-й ВА совершили 3191 боевой самолётовылет, из них на бомбардировку и штурмовку — 1846 вылетов, на сопровождение бомбардировщиков и штурмовиков — 860, на прикрытие войск — 264, на воздушную разведку — 102, на «свободную охоту» — 99 и бомбардировку аэродрома — 20 самолёто-вылетов. За день было уничтожено и повреждено 6 танков, 382 автомашины, 2 аэростата, 94 орудия и миномёта, взорвано 7 складов. В 42 воздушных боях было сбито 20 самолётов противника. Наша авиация имела потери в основном от огня зенитных средств противника.
Вечером 27.06.1944 16-я ВА нанесла сокрушительный удар по окружённой юго-восточнее Бобруйска группировке немецких войск, чем предрешила исход всей операции. Всего по окружённым войскам противника и технике в течение 90 мин. авиацией было сброшено 1127 фугасных авиабомб калибром 100 и 50 кг, 4897 осколочных — калибром 25, 10 и 8 кг, 5326 противотанковых бомб и выпущено 572 реактивных снаряда, 27 880 пушечных снарядов и 45 440 пулемётных патронов. В котле юго-восточнее Бобруйска было уничтожено и повреждено до 150 танков и штурмовых орудий, около 1000 орудий разного калибра, до 60 00 автомашин, до 300 тягачей и 3000 повозок; уничтожено более 1000 солдат и офицеров и до 1500 лошадей; рассеяно около 5500 солдат и офицеров. На месте разгрома противника осталось много трофеев. Сосредоточенный удар авиации силами 526 самолётов обошёлся без каких-либо потерь.
За 28 — 30.06.1944 года 16-я ВА совершила 1683 самолётовылета, в том числе в интересах войск соседнего 2-го Белорусского фронта — около 650 вылетов. В результате бомбоштурмовых ударов противник потерял большое количество боевой техники, автомашин и живой силы. В 29 воздушных боях был сбит 21 самолёт противника. Действия авиации ослабляли сопротивление деморализованного противника, срывали его отход, создавали условия для быстрейшего продвижения подвижных частей фронта и препятствовали попыткам врага закрепиться на промежуточных рубежах.
С 24.06 по 04.07.1944 года авиачасти ВА на Бобруйском направлении совершили 13 784 боевых самолётовылета, провели 141 воздушный бой, сбив при этом 95 самолётов противника. Бомбоштурмовыми ударами противнику были нанесены большие потери.

### Освобождение западных районов Белоруссии и восточной части Польши
Наступавшие войска 1-го Белорусского фронта поддерживали все силы 16-й ВА, но их количество на Барановичском направлении в июле 1944 года значительно уменьшилось, так как часть подразделений армии перебазировались на аэродромы южнее Полесья для содействия войскам левого крыла 1-го Белорусского фронта и вошли в состав 6-й ВА, а 196-я шад с 12.07.1944 была выведена в резерв армии. Для поддержки и прикрытия войск правого крыла фронта на 18 июля осталось около 770 боеготовых экипажей.
В течение 5 — 10 июля 1944 года авиасоединения 16-й ВА, взаимодействуя с войсками 65-й и 28-й армий и конно-механизированной группой, продолжали преследовать отходившего противника и бомбоштурмовыми ударами расчищали полосу наступления войск фронта.
28.07.1944 советские войска овладели городом Брест. В приказе Верховного Главнокомандующего отмечалось, что в этих боях вместе с войсками отличились и лётчики генерал-полковника авиации Руденко, генерал-майоров авиации Дзусова и Комарова, полковников Татанашвили, Рыбакова и Виноградова. Личному составу этих авиасоединений объявлялась благодарность. В период с 28 по 31 июля 1944 года, содействуя войскам фронта, 16-я ВА уничтожала группировку противника западнее и северо-западнее Бреста.
Завершив разгром Брестской группировки, войска правого крыла 1-го Белорусского фронта завязали бои на подступах к Варшаве, а войска левого крыла вышли к Висле. Таким образом, они полностью перенесли свои действия на территорию Польши и приступили вместе с войсками соседних фронтов к освобождению Польши.
В ходе наступления от Жлобина до Варшавы авиачастям 16-й ВА пришлось многократно перебазироваться. Так, в июле истребители перебазировались 7 — 8 раз, штурмовики — 5 — 6, ночные бомбардировщики — 8, дневные бомбардировщики 3 — 4 раза. Соответственно перебрасывались и тыловые части. Для сохранения непрерывности действий авиации перебазирование обычно производила одна половина авиасоединения. Другая в это время продолжала боевые действия с прежних аэродромов.
За июль 1944 года воздушная армия, для поддержки наступавших войск правого крыла фронт, а выполнила 6638 боевых самолётовылетов. В 140 воздушных боях противник потерял 115 и на аэродромах 11 самолётов. Боевые потери воздушной армии происходили преимущественно от огня зенитной артиллерии.

### Бои за плацдармы и помощь повстанцам Варшавы
В 16-й ВА в августе 1944 года насчитывалось до 1250 самолётов. К 29.07.1944 войска 69-й армии, наступавшие на левом крыле фронта, овладели на Висле плацдармом в районе Пулавы. В районе Магнушева форсирование Вислы началось 1 августа 1944 года силами 8-й гвардейской армии. Для её поддержки были выделены 6-й шак, 6-й иак, 13-й иак и 271-я нбад. В период с 1 до 14 августа 1944 года в районе Магнушевского плацдарма лётчики часто завязывали воздушные бои с крупными группами самолётов противника и, несмотря на его численное превосходство, одерживали победы, проявляя при этом решительность и мужество.
В боях над Вислой выявились недостатки в управлении истребителями над полем боя: запаздывало наращивание сил в бою, а в некоторых случаях отдельные группы самолётов противника проникали в районы расположения наших войск. По указанию командарма 16-й ВА в 3 — 5 км от переднего края были организованы засады истребителей, а непосредственно у линии фронта создано несколько пунктов управления, где находились командиры авиасоединений с радио- и радиолокационными станциями. Эти мероприятия дали нужные результаты. Значительно изменилась в нашу пользу воздушная обстановка с 14.08.1944, когда закончилось перебазирование авиации и наладилось её обеспечение горючим. Авиасоединения активизировали свои действия, противник стал нести большие потери, нужная помощь войскам фронта возросла.

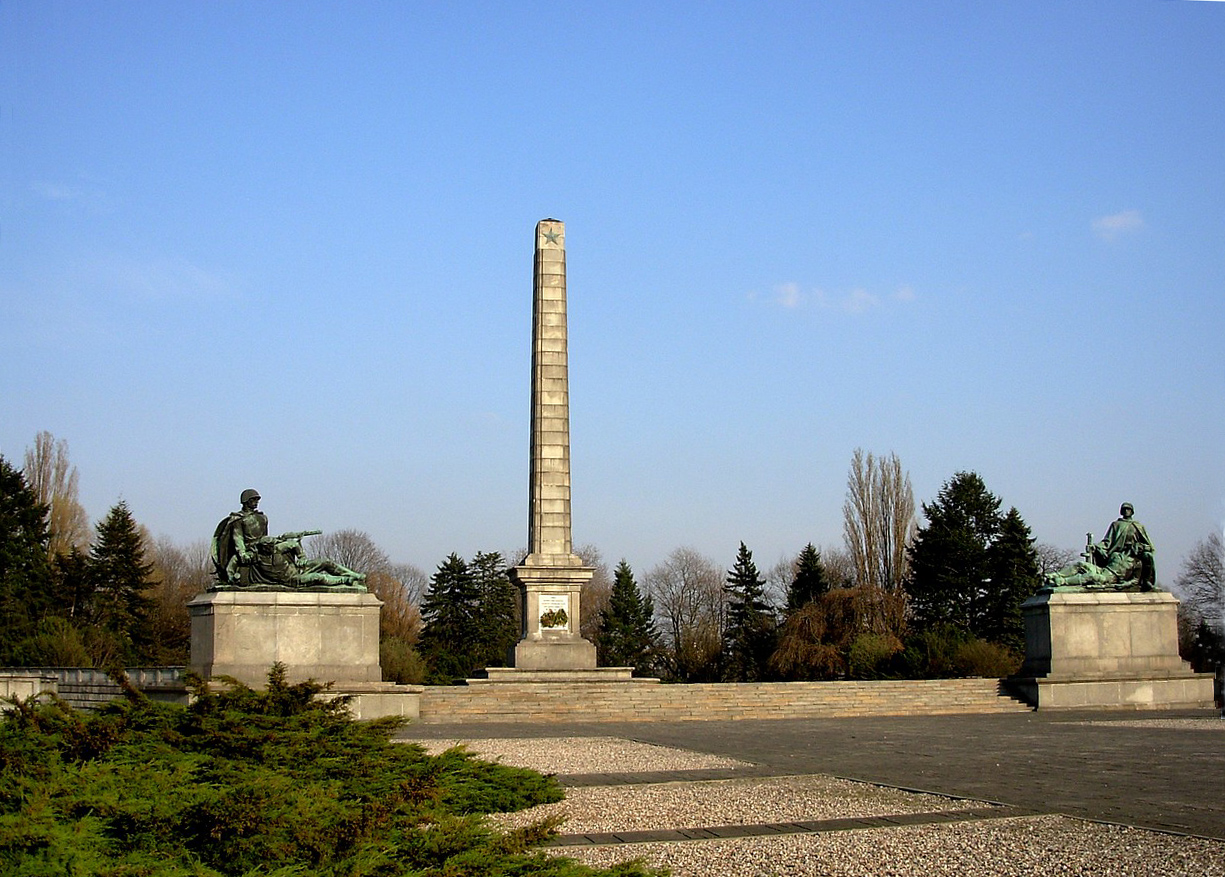
Военное мемориальное кладбище в Варшаве, где похоронены погибшие лётчики 16-й воздушной армии.

За август 16-я ВА произвела 10 667 боевых самолётовылетов. В 249 воздушных боях было сбито 250 самолётов противника. С 3 по 06 сентября 1944 года 16-я ВА оказывала поддержку 65-й и 48-й армиям при форсировать реки Нарев и захвате плацдармов на её западном берегу. Во второй декаде сентября 1944 года войска 47-й армии проводили операцию по уничтожению варшавского предполья немцев и освобождению предместья Варшавы — Праги. Для поддержки войск 47-й армии авиацией было выполнено около 2500 боевых самолётовылетов, в том числе 1100 — ночными и 98 — дневными бомбардировщиками, 600 — штурмовиками и свыше 700 — истребителями.
В сентябре 1944 года, выполняя различные задачи, 16-я ВА произвела 13 034 боевых самолётовылета. В 135 воздушных боях советские лётчики сбили 117 и на земле уничтожили 15 самолётов противника. Бомбоштурмовыми ударами противнику были нанесены большие потери в живой силе и боевой технике. Для отражения атак противника на Ероцком плацдарме на западном берегу реки Нарев, в районе южнее Пултуска, с 4 по 14 октября 1944 года, в условиях ограниченно лётной погоды 16-я ВА произвела 1100 самолёто-вылетов. Из 300 уничтоженных и подбитых танков противника на долю авиации приходится 85. Кроме того, было уничтожено 70 орудий и много другой техники.
В октябре 1944 года 16-я ВА, имея около 800 боеготовых экипажей, совершила 14 648 боевых самолётовылетов. В 189 воздушных боях было сбито 98 самолётов и 13 самолётов уничтожено на аэродромах. Противнику был нанесён также большой урон в боевой технике и живой силе.

### Висло-Одерская операция
К середине ноября 1944 года в армии был 2421 исправный боевой самолёт, в том числе 330 дневных и 174 ночных бомбардировщика, 710 штурмовиков, 1116 истребителей, 91 разведчик и корректировщик. Боеготовых экипажей насчитывалось 2140.
Одновременно с подготовкой к наступлению, воздушная армия частью сил продолжала боевую деятельность: непрерывно вела разведку и борьбу с авиацией противника, действиями «охотников» препятствовала передвижению войск противника по дорогам, а также выполняла другие задания командования фронта. Только в декабре одиночными самолётами и парами по противнику было нанесено 1100 ударов, в том числе 170 ночью. Всего за период с 01.11.1944 по 13.01.1945 года ВА произвела 3796 боевых самолётовылетов, из них около половины на воздушную разведку противника. В 13 воздушных боях в декабре было сбито 7 самолётов противника. Армия потерь не имела.
В операции от Вислы до Одера с 14.01 по 03.02.1945 года 16-я ВА, удерживая господство в воздухе, оказывала непосредственную поддержку войскам фронта и прикрывала их от воздействия немецкой авиации. При развитии прорыва и преследовании войск противника штурмовики и истребители воздушной армии, тесно взаимодействуя с подвижными соединениями фронта, уничтожали отходившие вражеские колонны и не давали возможности противнику закрепиться на промежуточных рубежах.
Особое место в боевых действиях нашей авиации наряду с ударами по колоннам заняла бомбардировка мостов и железнодорожных станций с целью прекращения движения противника на важных коммуникациях. Так, с 16 по 20.01.1945 года, в период наибольшего развития авиационного преследования отходившего противника, 16-я воздушная армия разрушила более 10 крупных мостов и переправ и свыше 30 железнодорожных станций. Для ударов по ним бомбардировщиками и штурмовиками было произведено 660 самолётовылетов и сброшено 417 000 бомб. Основной ударной силой армии являлись бомбардировочные соединения. В итоге противник вынужден был оставить огромное количество подвижного состава с ценным имуществом, организованный отход войск противника был сорван, что облегчило их окончательный разгром. С выходом советских войск на Одер и захватом плацдармов на его западном берегу, в районе Кюстрина, завершилась Висло-Одерская операция. Она закончилась разгромом немецко-фашистской группы армий «А» и полным освобождением Польши. Советская Армия вышла на подступы к Берлину, до которого оставалось 60 — 70 км.
Всего за период операции от Вислы до Одера с 14.01. по 03.02.1945 года 16-я ВА совершила 11 193 самолётовылета, из них 3775 — на бомбардировку и штурмовку войск противника, 1810 — на прикрытие войск фронта, 1944 — на воздушную разведку, 2178 — на сопровождение штурмовиков и бомбардировщиков (часть из них с попутной штурмовкой), 1058 — на «свободную охоту», штурмовку аэродромов и перехват самолётов противника и 428 — на другие задачи. Авиацией было уничтожено и повреждено большое количество вражеской боевой техники и транспорта, выведены из строя тысячи солдат и офицеров. В 111 воздушных боях было сбито 85 фашистских самолётов, на аэродромах уничтожено 18. Боевой счёт авиаполков за время операции возрос на многие десятки и сотни выведенных из строя танков, автомашин, орудий и сбитых самолётов. Боевые потери воздушной армии за операцию происходили главным образом от огня зенитных средств противника.

### Кюстринский плацдарм
После завершения Висло-Одерской операции войска 1-го Белорусского фронта в феврале 1945 года продолжали боевые действия по расширению плацдармов в районе Кюстрина, по овладению крепостями Познань и Шнайдемюль, отражали контратаки противника на правом крыле фронта и вели подготовку к Восточно-Померанской операции. 16-я ВА содействовала войскам фронта в выполнении этих задач и вела ожесточённую борьбу с авиацией противника за господство в воздухе.
Наиболее тяжёлая воздушная обстановка сложилась в первую декаду февраля, когда авиация противника в отдельные дни совершала по 2000 — 3000 самолётовылетов, атакуя советские войска на плацдармах и переправы в районе Кюстрина. Всего за десять дней февраля в полосе фронта было зафиксировано 13 950 пролётов немецких самолётов.
16-я ВА, не располагая пригодными аэродромами вблизи Одера, смогла произвести всего 1530 самолётовылетов. Инициативу в воздухе над полем боя в этот период иногда перехватывала немецкая авиация. За вторую декаду февраля со стороны противника было отмечено 3140 самолёто-пролётов. 16-я ВА за этот период смогла резко увеличить свою активность и совершила 7272 самолётовылета. В проведённых за февраль 285 воздушных боях наши истребители сбили на подступах к Одеру 229 вражеских самолётов.

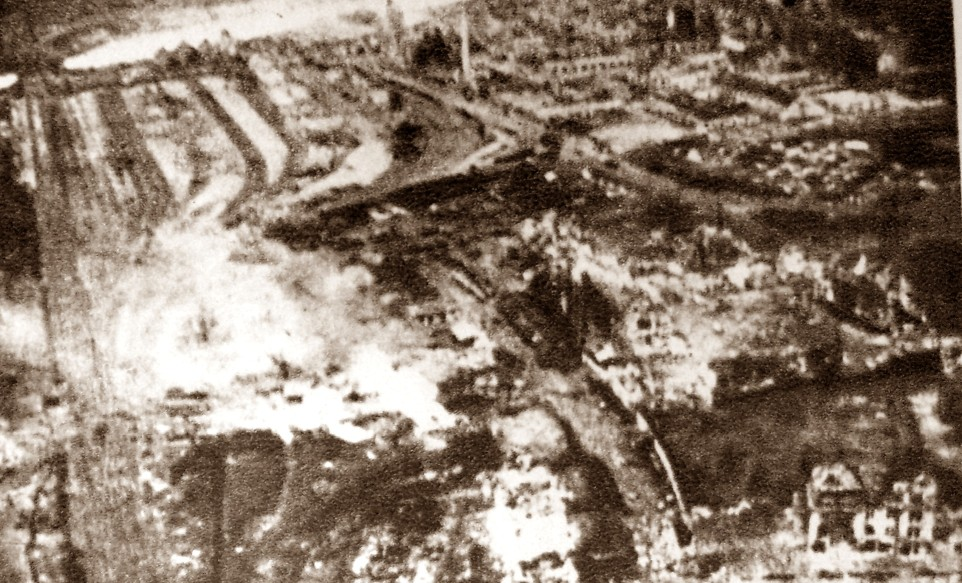
Разгромленная авиационными и артиллерийскими ударами цитадель Познань. 1945 год.

Во второй и третьей декадах февраля по мере перебазирования советских истребителей на передовые аэродромы воздушная обстановка изменилась. В ходе воздушных боёв временно утраченное нашей авиацией господство в воздухе было восстановлено. В период с 4 по 26 февраля 1945 года 16-я ВА, кроме поддержки войск фронта на Одере и борьбы за господство в воздухе, содействовала войскам в уничтожении гарнизона в познанской крепости и в районах Шнайдемюля и Штаргарда. 23.02.1945 войска 1-го Белорусского фронта овладели городом и крепостью Познань. Содействуя соединениям 8-й гвардейской армии в овладении крепостью Познань, авиасоединения 16-й ВА произвели 1834 самолёто-вылета, из них 372 — бомбардировщиками Пе-2, 217 — штурмовиками Ил-2 и 1245 — ночными бомбардировщиками По-2 (в том числе 633 днём). При этом было сброшено 55 8000 авиабомб.
Всего с 4 по 26 февраля 1945 года воздушная армия произвела 9624 боевых самолётовылета, из них на бомбардировку и штурмовку противника — 4360. Началу наступления войск на Кюстрин предшествовала длительная авиационная обработка его объектов. Получив задачу разрушать опорный пункт и крепость Кюстрин, генерал С. И. Руденко выделил для этой цели 3-й бак, 221-ю бад, 242-ю нбад и 9-й шак и дал указания о способах действий.
Авиация содействовала войскам в овладении Кюстрином, прежде всего путём систематического разрушения всех сооружений, используемых немцами для обороны, а в период решительного штурма города уничтожала пехоту в траншеях и артминомётные средства противника. Непрерывные удары авиации днём и ночью нанесли противнику огромный ущерб в живой силе и технике, изнурили и деморализовали его войска и ускорили разгром гарнизона. 12.03.1945 город Кюстрин был освобождён. Но продолжались бои за взятие Кюстринской крепости. Всего по опорному пункту и крепости Кюстрин воздушная армия произвела 3150 самолёто-вылетов, из них дневные бомбардировщики выполнили 389, ночные — 2196 и штурмовики — 575 вылетов. При этом было сброшено 876 т авиабомб. Ударами авиации было уничтожено значительное количество артминомётных батарей, складов боеприпасов и живой силы противника. Крепость почти полностью была разрушена и сожжена, сопротивление гарнизона сломлено. Войска 8-й гвардейской армии овладели ею 29.03.1945.
В марте 1945 года на Кюстринском направлении лётчики провели 303 воздушных боя и уничтожили 213 самолёта противника, удержав за собой господство в воздухе.

### Восточная Померания
Ликвидация Восточно-Померанской группировки противника Ставкой была возложена на войска 2-го Белорусского фронта и правого крыла 1-го Белорусского фронта. Наступление планировалось начать силами 1-го Белорусского фронта 01.03.1945. Главный удар намечалось нанести войсками 3-й ударной и 61-й армий, 1-й и 2-й гвардейских танковых армий из района Арнсвальде на Кольберг и Каммин. 16-я ВА получила задачу перед наступлением подавить авиацию противника на ближайших аэродромах и разрушить опорные пункты на направлении главного удара. Затем сопровождением и прикрытием войск фронта, особенно танковых армий, содействовать разгрому восточно-померанской группировки.
В ночи на 27 февраля и на 1 марта 1945 года ночные бомбардировщики разрушали опорные пункты Клайн Зильбер и Рафенштайн, Фалькенвальде и Гюнтерсберг, сделав по ним 247 вылетов. Днём 27 и 28 февраля 1945 года штурмовики в сопровождении истребителей небольшими группами нанесли бомбоштурмовые удары по шести опорным пунктам, выполнив в сложных метеоусловиях 524 вылета. 28.02.1945 года 34-й бап и 96-й гв. бап группами по 7 — 9 самолётов Пе-2 (всего 47 самолётов) под прикрытием истребителей бомбардировали опорные пункты Клайн Зильбер и Рафенштайн, сбросив 38,5 т авиабомб. Всего по шести опорным пунктам воздушная армия произвела 851 самолёто-вылет, в том числе бомбардировщиками и штурмовиками — 561, которые сбросили более 200 т бомб. Все опорные пункты были разрушены, и войска фронта, перейдя в наступление, значительного сопротивления со стороны противника не встретили. Попутно авиаторы взорвали 6 складов с боеприпасами и горючим, уничтожили и повредили 128 орудий, 85 автомашин и много другой техники.
Накануне наступления генерал С. И. Руденко решил силами 60 штурмовиков и 90 истребителей нанести одновременный удар по аэродромам Финовфурт, Альтдамм и Штеттин, на которых, по данным воздушной разведки, базировалось до 200 самолётов. В результате удара 28.02.1945 противник, потеряв на аэродромах 43 самолёта и боясь повторных ударов, покинул эти аэродромы и отвёл уцелевшие самолёты в тыл.
1 марта 1945 года ВА в течение дня содействовала войскам в прорыве обороны противника. Группы бомбардировщиков 3-го бак, под прикрытием 1-й гв. иад, а также штурмовики 6-го шак и 9-го шак и 11-й гв. шад, под прикрытием 6-го иак и 13-го иак, уничтожали танки, артиллерию, автотранспорт и живую силу противника в районах Клайн Зильбер, Якобсдорф, Торнов, Темник, Бутов. После подавления противника в основных опорных пунктах удары авиации переносились в глубину его обороны. Истребители 3-го иак, 6-го ИАК и 13-го ИАК прикрывали боевые порядки войск, вели воздушную разведку и «свободную охоту». 16-й орап и 72-й орап развернули разведывательную деятельность на штеттинском и берлинском направлениях. Всего за первый день наступления армия произвела 945 самолёто-вылетов, из них на бомбардировку и штурмовку противника — 486. При этом было выведено из строя значительное количество боевой техники и живой силы противника. Авиация противника пыталась бомбить наши переправы через Одер и войска в районе Арнсвальде. Всего было зафиксировано 149 самолёто-пролётов.
02.03.1945, в сложных метеоусловиях (сплошная облачность высотой 100—300 м, снегопады), воздушная армия смогла произвести только 257 самолётовылетов, главным образом на прикрытие войск, штурмовку противника и воздушную разведку. В пяти воздушных боях сбито три самолёта противника. 03.03.1945 за день было выполнено 1546 самолётовылетов, из них на бомбардировку и штурмовку войск противника — 614.
9-я гв. нбад и 242-я нбад в ночь на 04.03.1945 года уничтожали войска противника в районе Штаргарда и по дороге на Массов и Альтдамм. Днём 9-й шак под прикрытием 13-го иак продолжал штурмовку войск противника в тех же районах. Содействуя войскам в овладении опорным пунктом Штаргард, авиасоединения за 7 суток выполнили 2526 самолётовылетов и сбросили свыше 3000 бомб калибром от 50 до 500 кг.
05.03.1945 воздушная армия в связи с отходом противника к Альтдамму и Одеру получила задачу уничтожать вражеские переправы и войска на подходах к ним. Выполняя её, 9-я Гв. НБАД бомбардировала Альтдамм. Группы самолётов 9-го шак и 6-го шак, 11-й гв. шад в течение дня разрушали переправы через Ост-Одер западнее Альтдамма. Они приостановили отход войск противника, а затем бомбоштурмовыми ударами уничтожали их в районах скоплений.
За 4 и 5 марта 1945 года воздушная армия выполнила 1775 самолётовылетов, в основном для содействия наступавшим войскам на Штеттинском направлении. В 20 воздушных боях было сбито 25 немецких самолётов. Наши потери составили 7 самолётов. До 20.03.1945 года войска фронта вели напряжённые бои в районе Альтдамма, где гитлеровцы создали сильные предмостные укрепления, сосредоточив до шести дивизий. 16-я ВА, поддерживая войска фронта в разгроме альтдаммской группировки, ежедневно производила сотни самолётовылетов для разрушения опорных пунктов и переправ, уничтожения огневых средств и живой силы противника.
Боевые действия 16-й ВА ускорили разгром группировки противника в Восточной Померании. Армия с 01 по 20.03.1945 года произвела 13 480 самолётовылетов, из них 6552 — на бомбардировку и штурмовку войск противника, 1397 — на воздушную разведку и 879 — на «охоту» и перехват самолётов противника. В 228 воздушных боях противник потерял 251 самолёт. Всего в марте лётчики воздушной армии выполнили 25 64 самолётовылета, провели 531 воздушный бой и уничтожили 464 самолёта.

### Берлин
К началу операции 16-я ВА имела 28 авиадивизий и 7 отдельных авиаполков. В армии насчитывалось 3033 исправных боевых самолёта, в том числе 533 дневных и 151 ночной бомбардировщик, 687 штурмовиков, 1548 истребителей, 114 разведчиков и корректировщиков. Боеготовых экипажей в армии было 2738. Ни одно оперативное объединение ВВС за всю войну не имело столь большого боевого состава, как 16-я ВА к началу Берлинской операции.
Кроме 16-й ВА к участию в Берлинской операции привлекались справа 4-я ВА 2-го Белорусского фронта и слева 2-я ВА 1-го Украинского фронта, а также 800 самолётов 18-й ВА авиации дальнего действия и около 300 самолётов ВВС Войска Польского. Вся эта группировка состояла из 7500 боевых самолётов. Их действия координировал командующий ВВС СССР Главный маршал авиации А. А. Новиков.
Авиация противника на Берлинском направлении против трёх наших фронтов имела 3300 боевых самолётов, входивших в состав 6-го германского воздушного флота, а также воздушного флота «Райх», объединявшего все силы ПВО Германии. В полосе 1-го Белорусского фронта, по данным воздушной разведки, ожидалось до 1700 самолётов, из них 1200 истребителей и 300 бомбардировщиков.
Готовясь к Берлинской операции, 16-я ВА одновременно продолжала прикрывать сосредоточение войск, вести борьбу с авиацией противника, наносить удары по войскам и объектам обороны противника, а также выполнять задачи воздушной разведки. Основная борьба на земле и в воздухе в этот период продолжалась за Кюстринский плацдарм, который гитлеровцы пытались во что бы то ни стало ликвидировать. Части воздушной армии прилагали усилия к тому, чтобы оказать поддержку войскам на плацдарме. За период с 01 по 13.04.1945 года в этих целях, несмотря на частые туманы, было выполнено 1800 самолёто-вылетов, проведено 22 воздушных боя, сбито 18 самолётов противника. Накануне начала наступления 14 и 15.04.1945 года части 16-й ВА, поддерживая войска, производящие разведку боем, наносили удары по огневым средствам и пехоте главной полосы обороны противника, вели борьбу с его авиацией и выполняли многочисленные задачи разведки по проверке и уточнению имеющихся данных. За два дня армия произвела 1152 самолёто-вылета, в том числе на бомбардировку и штурмовку вражеских войск — 170, на воздушную разведку — 250 самолёто-вылетов. Лётчики армии провели 48 воздушных боёв и уничтожили при этом 38 самолётов противника.
Общевойсковые армии ударной группировки фронта перешли в наступление 16.04.1945 года в 5 часов утра по московскому времени, после авиационной и артиллерийской подготовки. Во время артподготовки 109 самолётов 9-й гв. нбад и 242-й нбад нанесли удары по вражеским штабам и узлам связи на главном направлении. Всего за первый день операции 16-я ВА произвела 5342 боевых самолётовылета, из них 2521 — на бомбардировку и штурмовку войск, 2610 — на прикрытие войск, авиации и борьбу с авиацией противника и 211 — на воздушную разведку. Это было наибольшее количество вылетов армии в сутки за всю войну. Около 80 % всех самолётовылетов было выполнено для поддержки главной группировки войск фронта. На врага было сброшено 1500 бомб.
С утра 17 апреля 1945 года воздушная армия из-за туманов и низкой сплошной облачности, ограничивших видимость до 500 м, смогла поддерживать наступавшие войска лишь небольшими группами самолётов. Запланированные сосредоточенные удары по обороне противника на Зееловских высотах не состоялись. Во второй половине дня погода в центре несколько улучшилась, а южнее по-прежнему оставалась крайне неблагоприятной. За 17.04.1945 года части 16-й ВА, в связи с плохой погодой, произвели только 885 самолётовылетов, из них 228 — на бомбардировку и штурмовку войск противника. Со стороны противника было отмечено 273 самолёто-пролёта. За 18.04.1945 года армия в условиях неустойчивой погоды произвела 4032 самолёто-вылета, в том числе на бомбардировку и штурмовку вражеских войск и объектов — 1560. Штурмовые авиадивизии уничтожили 40 танков и самоходных орудий, 109 орудий полевой и зенитной артиллерии, 418 автомашин, взорвали 7 складов с боеприпасами, подавили огонь 78 батарей. Помимо того, противнику были нанесены большие потери в живой силе. В воздушных боях штурмовики уничтожили 8 самолётов FW-190. От огня истребителей и зенитных средств противника штурмовики за день потеряли 9 экипажей. 11 самолётов Ил-2 было подбито, но большинство их экипажей вскоре возвратились в части. Лётчики армии в ожесточённой борьбе с немецкой авиацией провели 162 воздушных боя и уничтожили 151 самолёт. Это был один из наиболее тяжёлых боевых дней. За 19.04.1945 года авиасоединения 16-й ВА произвели 4398 самолётовылетов, из них 1968 — на бомбардировку и штурмовку войск и военных объектов противника и 236 на разведку.
20.04.1945 войска 1-го Белорусского фронта, развивая наступление на центральном направлении, с ходу прорвали внешний оборонительный обвод Берлина и завязали бои на его северо-восточных окраинах. Дальнобойная артиллерия фронта дала первые залпы по фашистской столице. Начался исторический штурм города. До рассвета лёгкие ночные бомбардировщики разрушали опорные пункты противника Грюнталь, Темпельфельде, Хайнерсдорф, Хоппегартен и Фюрстенвальде, вели разведку и разбрасывали листовки, выполнив 538 вылетов. С утра начали боевые действия наиболее подготовленные экипажи 6-го бак. Четыре девятки Ту-2 нанесли мощный удар по артиллерийским позициям западнее Штеттина, то есть в полосе 2-го Белорусского фронта, который в этот день также перешёл в наступление. Во второй половине дня бомбардировщики корпуса, содействуя войскам левого крыла, разрушали опорные пункты Фюрстенвальде и Калькбергер. За день они произвели 152 вылета, а сопровождавшие их истребители 1-го гв. иак — 150. 188-я бад и 221-я бад, поддерживая войска 69-й армии, действовали по артминомётным батареям и пехоте противника в районе Треплин, Дидерсдорф и в пунктах Розенгартен, Биген. Всего вылетало 96 бомбардировщиков и 85 истребителей 286-й иад для их прикрытия.
В период с 16 до 20 часов дивизии 3-го бак нанесли удары по вражеским опорным пунктам Нейенхаген, Блумберг, Альтландсберг, Беесков, Демнитц и северо-западной окраине Франкфурта-на-Одере. Бомбардировщики действовали группами по 6 — 9 самолётов с горизонтального полёта на высотах 1200—2200 м. Они произвели 179 вылетов, а истребители прикрытия 1-й гв. иад — 127. Вылеты бомбардировщиков в этот день происходили при неблагоприятной погоде. Для некоторых молодых экипажей эти условия оказались непосильными, и они возвращались, не сумев пробиться к цели. Остальные экипажи, проявив высокое лётное мастерство и настойчивость, всё же точно выходили на объекты и метко поражали их.
Штурмовики 6-го шак продолжали взаимодействовать со 2-й гвардейской танковой и 5-й ударной армиями и обеспечивали их наступление. Они небольшими группами штурмовали войска противника и их огневые средства и нарушали движение на железных дорогах в районе Штраусберг, Вернойхен, Блумберг, Альтландсберг, Бетцов. Штурмовики корпуса за день произвели 376 вылетов, а истребители 6-го иак — около 350. 9-й шак в интересах 8-й гвардейской и 1-й гвардейской танковой армий в течение дня уничтожал живую силу врага и его технику, препятствовал переброскам в районах Херцфельде, Фюрстенвальде и Бигена, а также нанёс удар по аэродрому Калькбергер, где было выведено из строя 7 немецких самолётов. Лётчики корпуса выполнили 169 вылетов, сопровождавшие их истребители 13-го иак — 97. Экипажи 2-й гв. шад и 11-й гв. шад группами по 4 — 9 самолётов наносили удары по скоплениям войск и железнодорожным перегонам в районах Грюнталь, Бернау, Альтландсберг и Аренсдорф, Треплин, выполнив 298 вылетов. Истребители 6-го ИАК и 282-й иад, прикрывавшие штурмовиков, произвели около 260 вылетов. Всего штурмовики армии за день уничтожили 11 танков, 50 артиллерийских орудий, 319 автомашин, 102 вагона и 2 паровоза. Кроме того, в воздушных боях они сбили 5 FW-190. Истребители армии за день, прикрывая войска и сопровождая бомбардировщики и штурмовики, провели 122 воздушных боя и уничтожили 90 немецких самолётов. 16-я ВА в течение 20.04.1945 года произвела 4054 самолётовылета, из них 1828 — на бомбардировку и штурмовку противника.
В ночь на 21.04.1945 года ночные бомбардировщики 16-й ВА бомбардировали опорные пункты противника северо-восточнее Берлина и его пригороды Бух, Панков и Кеннигсдорф, а также уничтожали скопления вражеских войск у Фюрстенвальде. За ночь ночники произвели 174 самолёто-вылета. В течение дня из-за плохой видимости авиация действовала только парами и одиночными самолётами. Бомбардировщики армии вообще вылететь не могли. 21.04.1945 года 16-я ВА произвела только 539 самолётовылетов, из них на бомбардировку и штурмовку войск и объектов — 219. В воздухе произошло 13 воздушных боёв, в ходе которых было сбито 11 самолётов противника. Своих потерь не было. Лётчики 16-й воздушной армии за период с 16 по 21.04.1945 года произвели 19 250 боевых самолёто-вылетов. Из них 75 % приходится на непосредственную поддержку войск. В воздухе разыгралось 628 воздушных боёв, в которых противник потерял 575 самолётов. Господство в воздухе прочно удерживалось советской авиацией, что создавало выгодную обстановку для войск. Противник был лишён возможности эффективно воздействовать с воздуха на боевые порядки войск и тылы. Удары советских ВВС повышали общую степень огневого воздействия на противника. Этот результат был достигнут немалой ценой. Воздушная армия за эти дни потеряла несколько десятков самолётов. Однако многие экипажи возвращались в части.
В связи с необходимостью быстрейшего завершения окружения немецких войск западнее Франкфурта-на-Одере перед 16-й ВА была поставлена задача — усилить поддержку армий левого крыла 1-го Белорусского фронта, сохраняя вместе с тем главные силы на берлинском направлении. 22.04.1945 года 16-я ВА произвела 3864 самолётовылета, из них на бомбардировку и штурмовку войск и объектов противника — 2115. Две трети всех сил авиации поддерживали войска, наступавшие в Берлине и его пригородах и уничтожавшие Франкфуртско-Губенскую группировку противника. 23.04.1945 года соединения и части 16-й ВА произвели 1586 самолётовылетов, из них на штурмовку и бомбардировку войск противника — 761. Истребительные соединения за день провели 40 воздушных боёв и уничтожили 25 самолётов. 24.04.1945 года войска 1-го Белорусского фронта продолжали громить немецкие войска на подступах к центру Берлина. Авиация противника пыталась противодействовать наступлению войск фронта, используя часть аэродромов, уцелевших севернее Берлина. Посты ПВО за день отметили 343 пролёта его самолётов. Несмотря на плохую погоду, соединения 16-й ВА выполнили 2345 самолётовылетов, в том числе на штурмовку и бомбардировку войск противника — 1081. В 54 воздушных боях были уничтожены 36 немецких самолётов. Армия потеряла 3 самолёта.
25.04.1945 года соединения 16-й ВА проводили воздушную операцию «Салют». Цель операции заключалась в том, чтобы облегчить действия сухопутных войск по уничтожению вражеской группировки в Берлине. Предусматривалось мощными ударами с воздуха разрушить основные опорные пункты обороны, воздействовать на войска и парализовать управление. План был разработан командованием и штабом воздушной армии. Первый удар по противнику был нанесён в ночь на 25.04.1945 года 112 тяжёлых бомбардировщиков 18-й ВА сбросили на центр Берлина 90 т бомб. Одновременно с ними военные объекты города бомбили ночные бомбардировщики 16-й ВА, которые произвели 416 вылетов. Днём немецкую столицу бомбардировали дважды. Первый налёт был произведён в период с 13 до 14 час., в нём участвовало 413 бомбардировщиков и 483 истребителя. Второй налёт выполнялся спустя пять с половиной часов силами 267 бомбардировщиков и 323 истребителей. В операции участвовали бомбардировщики 3-го бак и 6-го бак, они бомбардировали центральную часть Берлина и выполнили соответственно 293 и 158 самолёто-вылетов. 188-я бад и 221-я бад наносили удар по юго-западным районам города и произвели 85 и 144 вылета. Бомбардировщики следовали к цели полковыми группами с небольшим временным интервалом в колоннах девяток или звеньев. Бомбометание велось с горизонтального полёта с высот от 800 до 2000 м. Всего было сброшено около 600 000 бомб.
1-й гв. иак обеспечивал 6-й бак и произвёл 181 самолётовылет. 1-я гв. иад и 282-я иад прикрывали 3-й бак и выполнили 196 и 95 самолёто-вылетов. 286-я иад сопровождала 188-ю бад и 221-ю бад, сделав 192 вылета. Помимо непосредственного сопровождения бомбардировщиков было организовано окаймление истребителями района боевых действий. Лётчики 240-й иад, выполняя эту задачу, произвели 142 вылета.
Удары советской авиации по центру Берлина оказались эффективными. В городе произошли десятки сильных взрывов складов с боеприпасами и горючим. Были разрушены многие военные объекты и правительственные здания. Противник понёс большие потери. Боеспособность вражеских войск была значительно подорвана. Успешное выполнение воздушной операции «Салют» было достигнуто в результате сосредоточения усилий авиации на решении одной важнейшей задачи. Благодаря тщательной организации и умелому руководству боевыми действиями авиасоединений, чёткому и мужественному выполнению боевых заданий лётным составом и его командирами, операция была завершена, по существу, без потерь и с высокими результатами.
Помимо проведения воздушной операции в этот день 16-я ВА продолжала во взаимодействии с сухопутными войсками 1-го Белорусского фронта уничтожать скопления вражеских войск, окружённых юго-восточнее Берлина в районе Вендиш — Буххольц. За сутки армия потеряла 14 самолётов.
26.04.1945 года, с началом штурма центральных районов Берлина, части воздушной армии перешли к действиям мелкими группами. Дым от пожаров, разрывов бомб и снарядов поднимался на высоту до 2000 м и ухудшил видимость над городом. На боевые задания стали высылаться только лучшие подразделения и даже отдельные экипажи пикировщиков. Обстановка в воздухе осложнилась также и вследствие крайне неблагоприятных метеоусловий — низкая облачность местами доходила до земли. Всего в этот день 16-я ВА произвела 1244 самолётовылета, в том числе на бомбардировку и штурмовку немецких войск и военных объектов — 453.
Всего части 16-й ВА 27.04.1945 года произвели 809, а 28.04.1945 года — лишь 93 самолётовылета. Из них на бомбардировку и штурмовку вражеских войск было выполнено 160 вылетов. Всего за 29.04.1945 года части 16-й ВА произвели 1603 самолёто-вылета, из них 506 — на бомбардировку и штурмовку войск противника и военных объектов. Истребители армии провели 67 воздушных боёв и уничтожили 46 самолётов, потеряв при этом два своих.
30.04.1945 ожесточённые бои в Берлине продолжались с прежней силой. Войска 1-го Белорусского фронта занимали квартал за кварталом. В 14 час. 25 мин. советские воины водрузили над поверженным рейхстагом Знамя Победы. Битва за Берлин подходила к концу. К исходу дня остатки Франкфуртско-Губенской группировки противника сложили оружие. Активность авиации противника резко снизилась. Немецкие лётчики лишь вели разведку и робко пытались прикрыть с воздуха окружённую в Берлине группировку. За день воздушная армия произвела 1358 самолёто-вылетов, из них 464 — на бомбардировку и штурмовку войск противника и его военных объектов и 149 — на воздушную разведку.
Утром 02.05.1945 года командующий обороной Берлина сдался советским войскам и по требованию командования 1-го Белорусского фронта подписал приказ Берлинскому гарнизону о капитуляции. Началась массовая сдача в плен солдат и офицеров. Советские войска полностью овладели Берлином. Немецкая авиация в эти дни лишь изредка появлялась над городом.
Авиация в Берлинской операции сыграла весьма большую роль в разгроме немецко-фашистских войск. За период с 14.04 по 05.05.1945 года 16-я ВА выполнила 37 565 боевых самолётовылетов, а поддерживавшие её бомбардировщики 18-й и 4-й воздушных армий — 3479 вылетов. Из этого числа 19 669 самолётовылетов было произведено на бомбардировку и штурмовку войск и военных объектов противника, 7944 — на прикрытие войск и объектов тыла и 2957 — на воздушную разведку. Таким образом, большинство вылетов авиации было произведено в целях поддержки войск в операции. На сопровождение своих бомбардировщиков и штурмовиков армия произвела 9502 самолётовылета, на разбрасывание листовок — 33 вылета. Дневные бомбардировщики в операции произвели 4164 вылета, ночные — 4317; штурмовики — 8603 и истребители — 20 481 вылет. С наибольшим напряжением пришлось поработать ночным бомбардировщикам По-2, которые в среднем за операцию выполнили по 27 боевых вылетов.
В ходе Берлинской операции лётчики армии, ведя борьбу с немецкой авиацией, провели 898 воздушных боёв и сбили при этом 760 самолётов противника; на аэродромах было уничтожено 46 самолётов.

## В составе ГСВГ
После окончания Великой Отечественной войны 16-я воздушная армия дислоцировалась в Восточной Германии. 2 июня 1945 года 16-я ВА входит в состав Группы советских оккупационных войск в Германии. Штаб армии располагается в городе Вольтерсдорф. 10 января 1949 года — 16-я ВА переименована в 24-ю ВА со штабом в городе Вердере, 4 апреля 1957 года штаб армии передислоцирован в город Вюнсдорф, где дислоцировался вплоть до вывода армии из Германии в 1993 году. 22 февраля 1968 года указом Президиума Верховного Совета СССР 24-я ВА награждена орденом Красного Знамени. 4 апреля 1968 года 24-я ВА переименована в 16-ю ВА. 1 июня 1980 года 16-я ВА переименована в ВВС ГСВГ, 1 мая 1988 года ВВС ГСВГ переименованы в 16-ю ВА. Войсковая часть полевая почта 13665, позывной — Океан. Штаб — Вюнсдорф.
16-я воздушная армия была выведена с территории Германии в 1993 году. Почти полвека 16-я воздушная армия входила в состав Группы советских войск в Германии, а впоследствии — Западной группы войск, размещённой на территории ГДР. Находясь на передовых рубежах, в непосредственной близости к реальному противнику, она являлась самым крупным воздушным объединением Вооружённых Сил СССР, оснащённым ядерным оружием и имевшим на вооружении самую современную авиационную технику.
16-я ВА была не только воздушным форпостом, но и уникальной кузницей кадров высшего руководства ВВС. Командующий объединением Е. И. Шапошников стал министром обороны СССР, а затем главнокомандующим ОВС СНГ. Из рядов армии вышли видные военачальники ВВС и ПВО главные маршалы авиации К. А. Вершинин, П. С. Кутахов, маршалы авиации С. И. Руденко, Е. Я. Савицкий, Ф. А. Агальцов, Е. Ф. Логинов, Г. В. Зимин, И. И. Пстыго, П. С. Кирсанов, Н. М. Скоморохов, И. Н. Кожедуб, Г. П. Скориков.
В 16-й ВА проходил службу генерал-майор авиации В. И. Сталин.

## ВС Российской Федерации
Очередной этап испытаний на долю 16-й воздушной армии выпал на период вывода войск с территории Германии. Мировая история авиации не имеет аналогов подобного по срокам и масштабам перебазирования столь мощной авиационной группировки. В 1993 году в кратчайшие сроки, организованно и без потерь 16-я воздушная Краснознамённая армия вернулась на территорию России. Некоторые части, входящие в состав армии, были выведены на территорию СНГ и впоследствии расформированы.
С 1 ноября 1993 года управление армии дислоцировалось в гарнизоне Кубинка. Личный состав 16-й воздушной армии, защищая интересы Российского государства, принимал активное участие в боевых действиях в ряде «горячих точек». 385 военнослужащих армии за проявленное мужество и героизм, удостоены государственных наград.
Филигранным мастерством лётчиков пилотажных групп «Русские витязи» и «Стрижи» из 237-го центра показа авиационной техники имени И. Н. Кожедуба восторгаются во всем мире по сей день.
Части армии в 2013 году дислоцировались в гарнизонах: Кубинка, Воронеж, Бутурлиновка, Шаталово, Курск, Андреаполь, Калуга, Вязьма, Тула.
2012-й год стал юбилейным в истории 16-й Краснознамённой воздушной армии. По случаю 70-летия, ограниченным тиражом, выпущены медаль и памятные знаки.

### Реформирование
В 1998 году, при слиянии ВВС и Войск ПВО, управление 16-й ВА было расформировано. В соответствии с планом реформирования Вооружённых сил РФ был сформирован 16-й смешанный авиационный корпус, в состав которого вошли соединение и части, ранее входившие в состав 16-й воздушной армии.
В феврале 2002 года 16-й смешанный авиационный корпус после переформирования снова стал 16-й воздушной Краснознамённой армией. 1 февраля 2002 года Главнокомандующий Военно-воздушными силами России генерал-полковник авиации B.C. Михайлов вручил овеянное славой боевое знамя 16-й воздушной армии командующему армией генерал-лейтенанту В. А. Ретунскому.
В 2009 году приказом Министра обороны РФ Сердюкова 16-я воздушная армия была расформирована. Прекратили своё существование 45-й овп, 440-й овп, 490-й овп, 28-й иап, 14-й иап, 47-й ограп, 105-я сад, 455-й бап, 899-й шап, 226-й осап.
11 августа 2009 года военнослужащие и ветераны 16-й воздушной армии попрощались с боевым знаменем объединения. На подмосковном аэродроме Кубинка состоялся митинг, посвящённый этому событию и показательные полёты пилотажных групп «Русские витязи» и «Стрижи». Так завершился путь прославленной армии, стоявшей на страже неба родины в течение 67 лет.

### Участие в боевых действиях
Личный состав 16-й воздушной армии, защищая интересы Российского государства, принимал активное участие в боевых действиях во многих «горячих точках»: Абхазии, Приднестровье, Таджикистане, Чеченской республике, Югославии.

### Командующие
- Степанов, Павел Степанович (8 августа 1942 — 28 сентября 1942) — генерал-майор авиации, (врем. исп. обязанности);
- Руденко, Сергей Игнатьевич (28 сентября 1942—1945) — генерал-полковник авиации.

### Заместители командующего
- Самохин, Иван Климентьевич, полковник, генерал-майор авиации с 17 марта 1943 года.
- Сенаторов, Александр Сергеевич, генерал-майор авиации с сентября 1944 года.

### Заместитель командующего по политчасти (военный комиссар, ЧВС)
- Виноградов, Алексей Сергеевич (17.09.1942 — 1945), — полковой комиссар, с 5.12 1942 полковник, с 1.5 1943 генерал-майор авиации.

### Начальники штаба
- Белов Николай Георгиевич (5.8 1942 — 30.10 1942) — полковник, с 7.8 1943 генерал-майор авиации.
- Косых Михаил Макарович (30.10 1942 — 15.4 1943) — генерал-майор авиации.
- Брайко Пётр Игнатьевич (15.4 1943 — до конца войны) — генерал-майор авиации, с августа 1944 генерал-лейтенант авиации.
- Дземешкевич Адам Станиславович (июль 1947 — декабрь 1950) — полковник, с 11.05.1949 генерал-майор авиации.

## Командующие в послевоенный период
- Руденко, Сергей Игнатьевич (1945—1947) — генерал-полковник авиации.
- Агальцов, Филипп Александрович (1947—1949) — генерал-лейтенант авиации.
- Забалуев, Вячеслав Михайлович (1949—1950) — генерал-майор авиации.
- Вершинин, Константин Андреевич (1950—1951) — маршал авиации.
- Подгорный, Иван Дмитриевич (1951—1954) — генерал-лейтенант авиации.
- Логинов, Евгений Фёдорович (1954—1956) — генерал-лейтенант авиации.
- Зимин, Георгий Васильевич (1956—1960) — генерал-лейтенант авиации.
- Пстыго, Иван Иванович (1960—1967) — генерал-лейтенант авиации.
- Катрич, Алексей Николаевич (1967—1973) — генерал-лейтенант авиации.
- Бабаев, Александр Иванович (1973—1978) — генерал-лейтенант авиации.
- Корочкин, Владимир Фёдорович (1978—1983) — генерал-лейтенант авиации.
- Горяинов, Алексей Семёнович (1983—1987) — генерал-лейтенант авиации.
- Шапошников, Евгений Иванович (1987—1988) — генерал-лейтенант авиации.
- Тарасенко, Анатолий Фёдорович (1988—1993) — генерал-лейтенант авиации.
- Казачкин, Борис Иванович (1993—1998) — генерал-лейтенант авиации.
- Ретунский, Валерий Александрович (1998—2007) — генерал-лейтенант авиации.
- Белевич, Александр Михайлович (2007—2009) — генерал-майор авиации.

## Состав армии

### 1942—1945 (ВВС РККА)
1942 год
На 1 сентября 1942 г. (Резерв Ставки ВГК): 291 шад, 99, 779 бап, 714 лбап, 929 иап.
На 1 октября 1942 (Донской фронт): 220, 283 иад, 228, 291 шад, 271 нбад, 598, 714, 790 лбап
На 1 декабря 1942 (Донской фронт): 220, 283 иад 228, 291 шад, 271 нбад, 325 раэ
1943 год
На 1 января 1943 (Донской фронт): 2 бак (223, 285 бад), 220, 283 иад, 228 шад, 271 нбад, 16 рап
На 1 апреля 1943 (Центральный фронт): 3 бак (241, 301 бад), 2 гв, 299 шад, 1 гв, 283, 286 иад, 271 нбад, 16 рап, 279 бап.
На 1 октября 1943 (Центральный фронт): 3 бак (241, 301 бад), 6 сак (221 бад, 282 иад), 6 иак (273, 279 иад), 1 гв., 283, 286 иад, 2 гв., 299 шад, 271 нбад, 16 рап, 6 санап, 62 гв. ап ГВФ 1610, 1611, 1612 зенап.
На 1 декабря 1943 (Белорусский фронт): 3 бак (241, 301 бад), 6 сак (221 бад, 282 иад), 6 иак (234, 273, 279 иад), 1 гв., 283, 286 иад, 2 гв., 299 шад, 271 нбад, 16 рап, 6 санап, 62 гв. ап ГВФ, 1610, 1611, 1612 зенап.
1944 год
На 1 января 1944 (Белорусский фронт): 3 бак (241, 301 бад), 6 сак (221 бад, 282 иад), 6 иак (234, 273 иад), 2 гв, 299 шад, 1 гв., 283, 286 иад, 271 нбад, 16 рап, 919 оапс, 62 гв. ап. ГВФ, 325, 1610, 1611, 1612, 1974 зенап.
На 1 февраля 1944: 6 сак (221 бад, 282 иад), 3 бак (241, 301 бад), 2 гв., 299 шад, 234, 283, 286 иад, 271 нбад, 16 драп, 919 оапс, 62 гв. ап ГВФ, 325, 1610, 1611, 1612, 1974 зенап.
На 1 марта 1944 (1-й Белорусский фронт): 3 бак (241, 301 бад), 6 сак (221 бад, 282 иад), 2 гв., 299 шад, 234, 283, 286 иад, 271 нбад, 16 драп, 919 оапс, 62 гв. ап ГВФ, 325, 1610, 1611, 1612, 1974 зенап.
На 1 декабря 1944 (1-й Белорусский фронт): 3 бак (241, 301 бад), 6 шак (197, 198 шад), 9 шак (3 гв., 300 шад), 3 иак (265, 278 иад), 6 иак (234, 273 иад), 13 иак (193, 283 иад), 221 бад, 2 и 11 гв. шад, 1 гв., 282, 286 яадфтв., 242 нбад, 176 гв. иап. 16, 72 рап, 98 крап, 6 санап, 919 оапс, 62 гв. ап ГВФ, 326, 1560, 1581, 1597, 1609,
1610, 1611, 1612, 1974 зенап.
1945 год
На 1 января 1945 (1-й Белорусский фронт): 3 бак (241, 301 бад), 6 шак (197, 198 шад), 9 шак (3 гв., 300 шад), 3 иак (265, 278 иад), 6 иак (234, 273 иад), 13 иак (193 283 иад), 183, 221 бад, 2, 11 гв. шад, 1 гв., 282, 286 иад, 9 гв., 242 нбад, 176 гв. иап, 16 и 72 рап, 93, 98 крап, 6 санап, 919 апс, 325, 1560, 1581, 1597, 1609, 1610, 1611, 1612, 1974 зенап.
На 1 мая 1945 (1-й Белорусский фронт): 3 бак (183, 241, 301 бад), 6 бак (113, 326, 334 бад), 6 шак (197, 198 шад), 9 шак (3 гв., 300 шад), 1 гв. иак (3 и 4 гв. иад), 3 иак (265, 278 иад), 6 иак (234, 273 иад), 13 иак (193, 283 иад), 188, 221 бад, 2 и 11 гв. шад, 1 гв., 240, 282, 286 иад, 9 гв., 242 нбад, 176 гв. иап, 16, 72 рап, 93, 98 крап, 226 трап, 62 гв. ап ГВФ,325, 1560, 1581, 1597, 1609, 1610, 1611, 1612, 1974 зенап.

### В 1990-е годы (ГСВГ, ЗГВ)

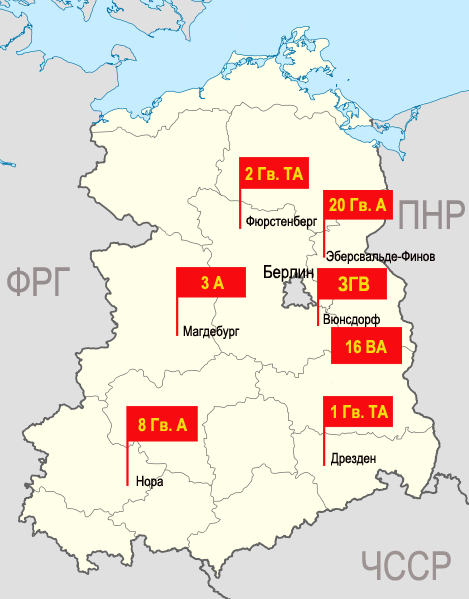
Размещение штаба 16-й ВА и штабов армий ЗГВ на территории бывшей ГДР по состоянию на 1991 год.

В состав армии входило 5 авиационных дивизий и части армейского подчинения. Указан состав армии на момент начала вывода с территории Германии, согласно данным сайта ГСВГ.
- 1138-й командный пункт войсковой авиации (Вюнсдорф)
- 597-й вычислительный центр (Вюнсдорф)
- 503-й центр сбора и обработки информации (Вюнсдорф)
- Военная прокуратура 16-й ВА вч пп 23258 (Вюнсдорф)
- Организационно-мобилизационное управление штаба 16-й ВА вч пп 06988 (Вюнсдорф)
- Отдел кадров 16-й ВА вч пп 19115 (Вюнсдорф)
- Политический отдел 16-й ВА вч пп 06963 (Вюнсдорф)
- 6-я гвардейская истребительная авиационная Донско-Сегедская Краснознамённая, ордена Суворова дивизия (Мерзебург) вч пп 57643, позывной Чаевод, выведена на Украину, ПрикВО, Ивано-Франковск
  - 31-й гвардейский истребительный авиационный Никопольский Краснознамённый, ордена Суворова полк (Фалькенберг) вч пп 57669 позывной Самокатчик, выведен в Зерноград, Россия
  - 9-й отдельный батальон аэродромно-технического обеспечения (Фалькенберг) вч пп 82550
  - 80-й отдельный батальон связи и радиотехнического обеспечения (Фалькенберг) вч пп 19588
  - 85-й гвардейский истребительный авиационный Севастопольский Краснознамённый, ордена Богдана Хмельницкого полк (Мерзебург) вч пп 57720, позывной Радость, выведен на Украину (Староконстантинов) переформирован в 168-й иап, расформирован в октябре 2003 г.
  - 473-й отдельный батальон аэродромно-технического обеспечения (Мерзебург) вч пп 81851
  - 207-й отдельный батальон связи и радиотехнического обеспечения (Мерзебург) вч пп 89880
  - 968-й истребительный авиационный Севастопольский Краснознамённый, ордена Суворова полк (Нобиц-Альтенбург) вч пп 20492 позывной Столбик, выведен в Липецк
  - 472-й отдельный батальон аэродромно-технического обеспечения (Нобиц-Альтенбург) вч пп 95587
  - 139-й авиационный технический полк (Мерзебург) вч пп 26236
- 16-я гвардейская истребительная авиационная Свирская Краснознамённая дивизия (Дамгартен) вч пп 59504, позывной Стойка
  - 33-й истребительный авиационный полк (Виттшток) вч пп 80605, позывной Водонос, выведен 7 апреля 1994 года в Андреаполь Тверской области
  - 422-й отдельный батальон аэродромно-технического обеспечения (Виттшток) вч пп 81752
  - 127-й отдельный батальон связи и радиотехнического обеспечения (Виттшток) вч пп 15549
  - 522-й отдельный батальон связи (Виттшток) вч пп 79577
  - 773-й истребительный авиационный полк (Дамгартен) вч пп 59579, позывной Урожай, выведен в Андреаполь
  - 447-й отдельный батальон аэродромно-технического обеспечения (Дамгартен) вч пп 81827
  - 168-й отдельный батальон связи и радиотехнического обеспечения (Дамгартен) вч пп 46468
  - 366-й отдельный батальон связи (Дамгартен) вч пп 82552
  - 787-й истребительный авиационный полк (Финов) вч пп 80657, позывной Напайка, выведен в Россь (Белоруссия)
  - 424-й отдельный батальон аэродромно-технического обеспечения (Эберсвальде-Финов) вч пп 81902
  - отдельный батальон связи и радиотехнического обеспечения (Эберсвальде-Финов) вч пп 15562
  - 102-й авиационный технический полк (Дамгартен) вч пп 82127
- 126-я истребительная авиационная Краснознамённая дивизия (Цербст) вч пп 79852, позывной Кинжал
  - 410-й отдельный батальон связи и радиотехнического обеспечения (Цербст) вч пп 81650
  - отдельный батальон автоматизированного управления (Цербст) вч пп 88105
  - 35-й истребительный авиационный полк (Цербст) вч пп 79877, позывной Чайник, выведен МВО Липецк
  - 421-й отдельный батальон аэродромно-технического обеспечения (Цербст) вч пп 81802
  - 108-й отдельный батальон связи и радиотехнического обеспечения (Цербст) вч пп 87751
  - 73-й гвардейский истребительный авиационный Сталинградско-Венский Краснознамённый, ордена Богдана Хмельницкого полк (Кёттен) вч пп 57695, позывной Зенитный, выведен в Шайковку, расформирован в 1998 г.
  - 488-й отдельный батальон аэродромно-технического обеспечения (Кёттен) вч пп 85363
  - 210-й отдельный батальон связи и радиотехнического обеспечения (Кёттен) вч пп 94862
  - отдельный батальон автоматизированного управления (Кёттен) вч пп 50526
  - 833-й истребительный авиационный полк (Альтес-Лагер) вч пп 79902, выведен Ур ВО, Чебеньки
  - 465-й отдельный батальон аэродромно-технического обеспечения (Альтес-Лагер) вч пп 95613
  - отдельный батальон связи и радиотехнического обеспечения (Альтес-Лагер) вч пп 65392
  - отдельный батальон автоматизированного управления (АльтесЛагер) вч пп 21745
  - 710-й подвижная авиационная ремонтная мастерская (Дамгартен) вч пп 59504
- 125-я авиационная Краснознамённая дивизия истребителей-бомбардировщиков (Рехлин) вч пп 80580 позывной Побелка, выведена в Миллерово СКВО
  - 19-й гвардейский авиационный полк истребителей-бомбардировщиков (Лерц) вч пп 59529, позывной Металлист, выведен в Миллерово СКВО, переименован в 19-й гв. иап
  - 449-й отдельный батальон аэродромно-технического обеспечения ап (Лерц) вч пп 85365
  - 20-й гвардейский авиационный Краснознамённый полк истребителей-бомбардировщиков (Темплин (Гросс-Дельн) вч пп 59554, позывной Нож, выведен 5 апреля 1994 года
  - 466-й отдельный батальон аэродромно-технического обеспечения ап (Гросс-Дёльн) вч пп 95604
  - 730-й авиационный полк истребителей-бомбардировщиков (Нойруппин) вч пп 80631, позывной Поводок
  - 450-й отдельный батальон аэродромно-технического обеспечения ап (Нойруппин) вч пп 85367
  - 202-й отдельный батальон связи и радиотехнического обеспечения (Нойруппин) вч пп 17564
  - 148-й авиационный технический полк (Рехлин) вч пп 18205
- 105-я авиационная дивизия истребителей-бомбардировщиков (Гроссенхайн) вч пп 57655, позывной Чекан
  - 296-й авиационный полк истребителей-бомбардировщиков (Гроссенхайн) вч пп 81989, позывной Богатырский, выведен в 1993 году ПриВО пос. Октябрьский
  - 250-й отдельный батальон аэродромно-технического обеспечения (Гроссенхайн) вч пп 81925
  - 322-й отдельный батальон связи и радиотехнического обеспечения (Гроссенхайн) в/ч пп 79750, позывной «Чекан», выведен в 1993 году в Воронеж.
  - 172-й отдельный батальон связи и радиотехнического обеспечения (Гроссенхайн) вч пп 33299
  - 559-й авиационный полк истребителей-бомбардировщиков (Финстервальде) вч пп 57800, позывной Проба
  - 255-й отдельный батальон аэродромно-технического обеспечения (Гроссенхайн)
  - 911-й авиационный полк истребителей-бомбардировщиков (Бранд) вч пп 18556, позывной Просёлок
  - 4-й отдельный батальон аэродромно-технического обеспечения (Бранд) вч пп 95573
  - 147-й авиационный технический полк (Гроссенхайн) вч пп 29603
- Соединения и части армейского подчинения:
- 11-й отдельный разведывательный авиационный Витебский Краснознамённый, ордена Кутузова полк (Вельцов) вч пп 80504, позывной Упаковка, выведен в Чернигов Украина, СКВО Мариновка
- 950-й отдельный батальон аэродромно-технического обеспечения (Вельцов) вч пп 25465
- 931-й отдельный гвардейский разведывательный авиационный Пражский Краснознамённый, ордена Кутузова полк (Вернойхен) вч пп 82377, позывной Постамент
- 485-й отдельный батальон аэродромно-технического обеспечения (Вернойхен) вч пп 89935
- 294-й отдельный разведывательный авиационный полк (Альштедт) вч пп 83301, позывной Тонус
- 73-й отдельный батальон аэродромно-технического обеспечения (Альштедт) вч пп 64407
- отдельный батальон связи и радиотехнического обеспечения (Альштедт) вч пп 06985
- 226-й отдельный смешанный авиационный полк (Шперенберг) вч пп 60947, позывной Извозчик
- 243-й отдельный батальон аэродромно-технического обеспечения (Шперенберг) вч пп 66294
- 357-й отдельный штурмовой авиационный полк (Брандис) вч пп 45098, позывной Оптика
- 160-й отдельный батальон аэродромно-технического обеспечения (Брандис) вч пп
- 368-й отдельный штурмовой авиационный полк (Тутов) вч пп 27846, позывной Сердолик
- 277-й отдельный батальон аэродромно-технического обеспечения (Деммин-Тутов)
- 74-я отдельная буксировочная авиационная эскадрилья (Пархим) вч пп 82568
- 290-я отдельная авиационная эскадрилья радиоэлектронной борьбы (Кохштедт) вч пп 22632 позывной Аэроплан
- 340-я отдельная рота связи и радиотехнического обеспечения (Пархим) вч пп
- 83-й отдельный полк связи и АСУ (Рангсдорф) вч пп 59778, позывной Перстень
- 785-й отдельный батальон АУ (Дамгартен) вч пп 88189
- 111-й отдельный батальон АС 16 ВА вч пп 06975
- 1266-й отдельный радиорелейный батальон (Виттенберг) вч пп 21159, позывной Стерилин
- 315-й отдельный ремонтно-восстановительный батальон специальных машин (Фюрстенвальде) вч пп 22568, позывной Готический (Автодор)
- 3125-е авиационные склады ракетного вооружения и боеприпасов (Бизенталь), вч пп 30123
- 485-й отдельный батальон аэродромно-технического обеспечения (Вернойхен) вч пп 89935
- 2140-й авиационно-технический склад (Штраусберг) вч пп 23281, позывной Румяный
- 1777-й авиационно-технический склад (Гроссенхайн) вч пп 33625
- 37-й авиационный полигон (Майенбург) вч пп 65364 позывной Нагаец
- 44-й авиационный полигон (Бельгерн) вч пп 73112
- 82-й авиационный полигон (Дамгартен) вч пп 81560
- авиационный полигон (Виттшток-Гаден) вч пп 14537
- 1401-й специальный центр (Бад-Заров) вч пп 84587, позывной Наставление
- 42-й спасательно-эвакуационный отряд (Вюнсдорф) вч пп 01960
- 227-й центр боевого управления (Вюнсдорф) вч пп 14494
- 288-й центр боевого управления (Виттшток) вч пп 47035 позывной Подкос
- 568-й главный объединённый центр управления воздушным движением (Вюнсдорф) вч пп 25572, позывной Кассатор
- 820-й авиационный ремонтный завод (Шперенберг) вч пп 53606
- 2-й автомобильный полк 16-й ВА (Фюрстенвальде) вч пп 84587
- 66-й отдельный инженерный автомобильный батальон вч пп 80307
- 86-й отдельный автомобильный батальон (Йютербог) вч пп 84565
- 101-й отдельный автомобильный батальон (Рехлин) вч пп 84539
- отдельный инженерный автомобильный батальон (Эльшталь) вч пп 24314
- 1395-й отдельный автомобильный батальон вч пп 84385
- Ремонтная база 16-й ВА (Йютербог) вч пп 42030

Авиационные части группового (ГСВГ) подчинения
- 239-й отдельный гвардейский вертолётный Белгородский Краснознамённый полк (Ораниенбург) вч пп 15426 позывной Ртутный
- 375-й отдельный батальон аэродромно-технического обеспечения (Ораниенбург) вч пп 57875
- 1056-я отдельная рота связи и радиотехнического обеспечения вч пп 79048
- 113-я отдельная смешанная авиационная эскадрилья (Шперенберг) вч пп 42082 позывной Ртутный
- 36-я отдельная рота аэродромно-технического обеспечения (Кохштедт)вч пп 42188
- 292-я отдельная вертолётная эскадрилья радиоэлектронной борьбы (Кохштедт) вч пп 22632 позывной Аэроплан
- 1780-я отдельная рота аэродромно-технического обеспечения (Кохштедт)
- 366-я отдельная рота аэродромно-технического обеспечения (Кохштедт)
- 345-я отдельная вертолётная эскадрилья (Нора) вч пп 62023 позывной Нагар (в 1989 году вошла в состав 486 овп)
- 39-й отдельный разведывательный авиационный отряд (Шперенберг) вч пп 54243 позывной Синоним
- 330-й отдельный вертолётный отряд (Дрезден) вч пп 23299 позывной Мебель → Лира

Авиационные части танковых и общевойсковых армий ГСВГ
- 1-я гвардейская танковая Краснознамённая армия (Дрезден) позывной Лира
  - 225-й отдельный вертолётный полк (Альштедт) вч пп 94594 позывной Тонус, выведен 25 мая 1991 года в МВО Рязань /Протасово/, реорганизован в 865-ю базу резерва вертолётов
  - 485-й отдельный вертолётный полк (Брандис) вч пп 31955 позывной Оптика, выведен ЛенВО Алакуртти, реорганизован в 85-ю отдельную вертолётную эскадрилью
  - 6-я отдельная авиационная эскадрилья (Клоцше) вч пп 61121, выведена в МВО Вязьма
  - 269-я отдельная авиационная эскадрилья беспилотных самолётов-разведчиков (Дрезден) вч пп 38676 (расформирована до вывода)
- 2-я гвардейская танковая Краснознамённая армия (Фюрстенберг)
  - 172-й отдельный вертолётный полк (Пархим) вч пп 15420 позывной Клич, выведен 21 декабря 1992 года ЛенВО Касимово, в 1998 году реорганизован в 714-ю базу хранения вертолётов
  - 439-й отдельный вертолётный полк (Пархим) вч пп 27805, выведен 13 ноября 1992 года МВО Кострома, реорганизован в 253-ю отдельную вертолётную эскадрилью
  - 9-я отдельная авиационная эскадрилья (Нойруппин) вч пп 83163 позывной Поводок, выведена 29 июня 1993 года СибВО Бердск
- 3-я общевойсковая Краснознамённая армия (Магдебург)
  - 178-й отдельный вертолётный полк (Штендаль-Борстель) вч пп 11393, позывной Кумысный, выведена 18 июня 1992 года МВО Курск, реорганизован в 214-ю отдельную вертолётную эскадрилью
  - 492-й отдельный батальон аэродромно-технического обеспечения (Стендаль-Борстель) вч пп 36736
  - 440-й отдельный вертолётный полк (Стендаль-Борстель) вч пп 36659, позывной Кумысный, выведен 14 июля 1992 года МВО, Вязьма
  - 296-я отдельная вертолётная эскадрилья (Мальвинкель) вч пп 13753, позывной Муха → Уксус
  - 265-я отдельная авиационная эскадрилья беспилотных самолётов-разведчиков (Цербст) вч пп 45314 (расформирована до вывода)
- 8-я гвардейская общевойсковая ордена Ленина армия (Нора)
  - 336-й отдельный вертолётный полк (Нора) вч пп 67383, позывной Нагар → Галя выведен в мае 1992 года МВО Воротынск, Орешково
  - 486-й отдельный вертолётный полк (Альтес-Лагер) вч пп 40816, позывной Турнирный, выведен в январе 1991 года САВО Аягуз, позже Уч-Арал
  - 298-я отдельная авиационная эскадрилья (Хаслебен) вч пп 13797
- 20-я гвардейская общевойсковая Краснознамённая армия, (Эберсвальде-Финов) позывной Вершина
  - 337-й отдельный вертолётный полк (Мальвинкель) вч пп 05039, позывной Муха → Уксус, выведен в СибВО, Бердск в/ч 12212
  - 487-й отдельный вертолётный полк (Пренцлау) вч пп 45011, выведен СКВО Будённовск
  - 41-я отдельная авиационная эскадрилья (Эберсвальде-Финов) вч пп 17075 позывной Напайка → Мешалка
  - 290-я отдельная авиационная эскадрилья беспилотных самолётов-разведчиков (Пренцлау) вч пп 05040 (расформирована до вывода)

#### Аэродромы 16-й воздушной Краснознамённой армии

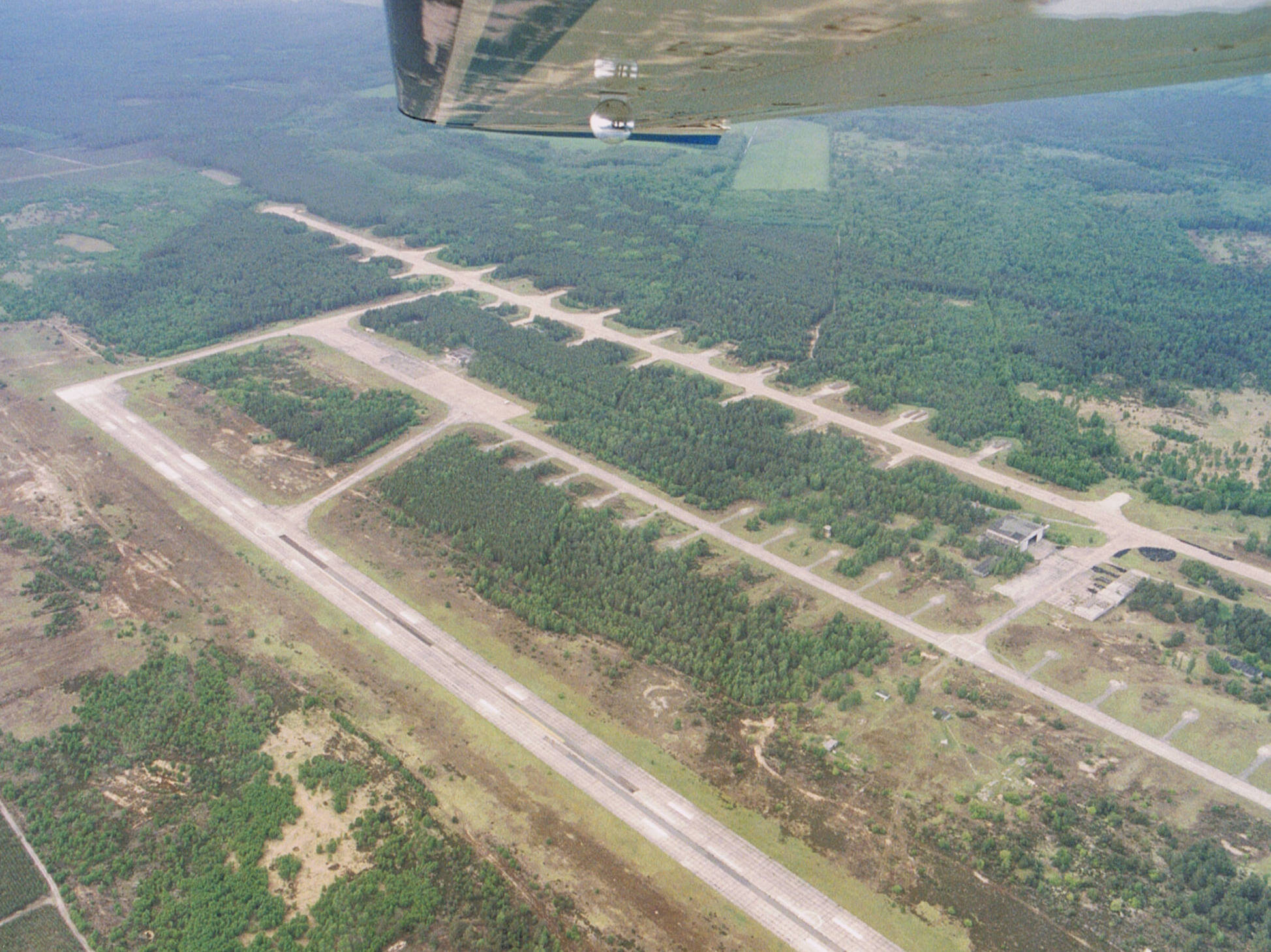
Один из основных аэродромов — Шперенберг

(позывные аэродромов и узлов связи)
| дислокация                              | позывной     | позывной      | узел связи             | координата                      |
| дислокация                              | 1960—1980 г. | после 1980 г. | узел связи             | координата                      |
| --------------------------------------- | ------------ | ------------- | ---------------------- | ------------------------------- |
| Альтенбург (Нобиц)                      |              | «Проран»      | «Столбик»              | 50°58′55″ с. ш. 12°30′23″ в. д. |
| Альтес-Лагер (Ютербог)                  | «Габаритный» | «Лекция»      | «Книга»                | 50°58′55″ с. ш. 12°30′23″ в. д. |
| Альштедт                                |              | «Водоём»      | «Тонус»                | 51°23′04″ с. ш. 11°26′52″ в. д. |
| Бранд                                   |              | «Зверобой»    | «Просёлок»             | 52°02′20″ с. ш. 13°44′56″ в. д. |
| Брандис                                 |              | «Запайка»     | «Оптика»               | 51°19′42″ с. ш. 12°39′25″ в. д. |
| Вельцов                                 | «Ангарка»    | «Дубравка»    | «Упаковка»             | 51°34′22″ с. ш. 14°08′22″ в. д. |
| Вернойхен                               |              | «Лагерный»    | «Постамент»            | 52°37′59″ с. ш. 13°01′22″ в. д. |
| Виттшток                                | «Напёрсток»  | «Газовый»     | «Подкос», «Водонос»    | 53°12′08″ с. ш. 12°31′20″ в. д. |
| Гроссенхайн                             | «Главк»      | «Арарат»      | «Чекан», «Богатырский» | 51°18′42″ с. ш. 13°33′33″ в. д. |
| Дамгартен (аэродром) (Рибниц-Дамгартен) | «Мелодрама»  | «Соболь»      | «Стойка», «Урожай»     | 54°15′56″ с. ш. 12°25′58″ в. д. |
| Дрезден                                 |              | «Ареола»      | «Мебель»               | уточнение надо                  |
| Кётен                                   | «Зимник»     | «Земельный»   | «Зенитный»             | 51°43′16″ с. ш. 11°57′42″ в. д. |
| Кохштедт (аэродром)                     |              | «Садовый»     | «Аэроплан»             | 51°51′21″ с. ш. 11°25′05″ в. д. |
| Лерц                                    | «Бронная»    | «Гусар»       | «Побелка», «Металлист» | 53°18′23″ с. ш. 12°45′11″ в. д. |
| Мальвинкель                             |              | «Осенний»     | «Муха», «Уксус»        | 52°23′24″ с. ш. 11°46′59″ в. д. |
| Мерзебург                               | «Довесок»    | «Мускат»      | «Чаевод», «Радость»    | 51°21′43″ с. ш. 11°57′02″ в. д. |
| Нойруппин                               | «Гидростат»  | «Хуторок»     | «Поводок», «Плавщик»   | 52°47′36″ с. ш. 12°45′37″ в. д. |
| Нора                                    |              | «Воевода»     | «Нагар»                | 50°57′55″ с. ш. 11°14′02″ в. д. |
| Ораниенбург                             |              | «Задар»       | «Ртутный»              | 52°44′04″ с. ш. 13°12′58″ в. д. |
| Пархим (Дамм)                           | «Клеёнка»    | «Пушистый»    | «Клич»                 | 53°25′37″ с. ш. 11°47′00″ в. д. |
| Стендаль (Борстель)                     | «Выбойка»    | «Кукан»       | «Кумысный»             | 52°37′58″ с. ш. 11°49′54″ в. д. |
| Темплин (Гросс-Дёльн)                   | «Астория»    | «Леопард»     | «Нож», «Повелитель»    | 53°01′44″ с. ш. 13°30′59″ в. д. |
| Тутов (Деммин)                          | «Мизерный»   | «Баас»        | «Сердолик»             | 53°55′19″ с. ш. 13°13′08″ в. д. |
| Фалькенберг                             |              | «Байкал»      | «Самокатчик»           | 51°32′52″ с. ш. 13°13′41″ в. д. |
| Финов (Эберсвальде)                     |              | «Нарзан»      | «Напайка», «Мешалка»   | 52°49′38″ с. ш. 13°41′37″ в. д. |
| Финстервальде                           | «Аналитик»   | «Городок»     | «Проба»                | 51°32′52″ с. ш. 13°13′41″ в. д. |
| Цербст                                  |              | «Каретный»    | «Кинжал», «Чайник»     | 52°00′03″ с. ш. 12°08′55″ в. д. |
| Шперенберг (аэродром)                   |              | «Сувенир»     | «Извозчик»             | 52°08′13″ с. ш. 13°18′25″ в. д. |

### На 2009 год (ВВС РФ)
- 237-й гвардейский Проскуровский Краснознамённый, орденов Кутузова и Александра Невского центр показа авиационной техники имени Маршала авиации И. Н. Кожедуба (Кубинка)
- 226-й отдельный смешанный авиационный полк (Кубинка)
- 83-й отдельный орденов Александра Невского и Красной Звезды полк связи (Кубинка)
- 105-я смешанная авиационная дивизия (Воронеж)
- 455-й бомбардировочный авиационный полк (Воронеж)
- 899-й гвардейский штурмовой авиационный Оршанский дважды Краснознамённый, ордена Суворова полк имени Ф. Э. Дзержинского (Бутурлиновка)
- 47-й отдельный гвардейский разведывательный авиационный Борисовско-Померанский дважды Краснознамённый, ордена Суворова полк (Шаталово)
- 14-й гвардейский истребительный авиационный Ленинградский Краснознамённый, ордена Суворова полк (Курск)
- 28-й гвардейский истребительный авиационный Ленинградский ордена Кутузова полк (Андреаполь)
- 45-й отдельный вертолётный полк боевой и управления (Калуга)
- 440-й отдельный вертолётный полк боевой и управления (Вязьма)
- 490-й отдельный вертолётный полк боевой и управления (Тула)

## Отличившиеся воины

### 1942—1945
В годы Великой Отечественной войны свыше 27,5 тысяч человек из состава 16-й воздушной армии награждены боевыми орденами и медалями. За мужество и отвагу 204 лётчика и штурмана удостоены звания Героя Советского Союза. Из них три человека дважды, а один трижды.
 Кожедуб Иван Никитович, маршал авиации
 Савицкий Евгений Яковлевич, маршал авиации
 Боровых Андрей Егорович, генерал-полковник авиации
 Голубев Виктор Максимович, майор.
| - А - Авеков И. А. — 24.08.1943 г. — капитан, командир эскадрильи 519 иап - Азаров Е. А. — 19.08.1944 г. — майор, командир эскадрильи 19 иап - Александрюк В. И. — 29.06.1945 г. — лейтенант, командир звена 176 гв. иап - Алексеев Г. Ф. — 15.05.1946 г. — старшина, воздушный стрелок-радист 128 бап - Андрюшин Я. И. — 24.08.1943 г. — капитан, командир эскадрильи 128 бап - Анкудинов Е. Е. — 15.05.1946 г. — майор, заместитель командира 812 иап - Анпилов А. А. — 01.07.1944 г. — капитан, командир эскадрильи 779 бап - Архангельский Н. В. — 26.10.1944 г. — лейтенант, заместитель командира эскадрильи 57 бап - Б - Баклан А. Я. — 23.11.1942 г. — старший лейтенант, командир звена 434 иап - Балакирев Н. М. — 01.07.1944 г. — старший лейтенант, командир эскадрильи 218 шап - Баламуткин Г. В. — 26.10.1944 г. — старший лейтенант, заместитель командира эскадрильи 431 шап - Балюк И. Ф. — 24.08.1943 г. — капитан, командир эскадрильи 54 гв. иап - Баранов М. С. — 24.08.1943 г. — младший лейтенант, командир звена 157 иап - Бабаев А. И. — 23.02.1979 г. — генерал-полковник авиации, командующий ВВС ГСВГ - Басков В. С. — 23.02.1948 г. — майор, командир эскадрильи 291 иап - Батяев B.C. — 15.05.1946 г. — капитан, командир эскадрильи 54 гв. иап - Башкиров В. А. — 04.02.1944 г. — капитан, помощник командира 519 иап - Белавин Н. И. — 26.10.1944 г. — капитан, командир эскадрильи 33 гв. шап - Беликов О. С. — 19.08.1944 г. — капитан, командир эскадрильи19 иап - Бенделиани Ч. К. — 24.08.1943 г. — майор, штурман 54 гв. шап - Бибишев И. Ф. — 24.08.1943 г. — лейтенант, заместитель командира эскадрильи 59 гв. шап - Бизяев Д. И. — 15.05.1946 г. — лейтенант, командир звена 173 гв. шап - Богданов А. С. — 15.05.1946 г. — старший лейтенант, командир звена 58 гв. шап - Бондарь А. А. — 13.04.1944 г. — капитан, командир эскадрильи 59 гв. шап - Борщёв С. Т. — 15.05.1946 г. — подполковник, заместитель командира 79 гв. шап - Бубликов Ф. Б. — 02.08.1944 г. — старший лейтенант, командир эскадрильи 70 гв. шап - Бурчавый В. Р. — 15.05.1946 г. — старший лейтенант, заместитель командира эскадрильи 24 бап - В - Вагин С. Т. — 15.05.1946 г. — младший лейтенант, лётчик 175 гв. шап - Васильев A.M. — 15.05.1946 г. — майор, заместитель командира 173 гв. шап - Васько А. Ф. — 15.05.1946 г. — лейтенант, лётчик 176 гв. иап - Верхоланцев В. А. — 15.05.1946 г. — майор, заместитель командира 98 орап - Волгин В. Л. — 113.04.1944 г. — капитан, командир эскадрильи 78 гв. шап - Волков В. Ф. — 01.07.1944 г. — майор, командир 157 иап - Г - Гаврилин П. Ф. — 15.05.1946 г. — лейтенант, командир звена 402 иап - Гаврилов B.C. — 23.02.1945 г. — лейтенант, заместитель командира 218 шап по ВВС - Гончаров Я. И. — 15.05.1946 г. — старший лейтенант, начальник связи эскадрильи 96 гв. бап - Горгалюк А. И. — 02.09.1943 г. — старший лейтенант, командир звена 30 гв. иап - Громаковский В. А. — 15.05.1946 г. — старший лейтенант, командир звена 176 гв. иап - Громов Г. В. — 15.05.1946 г. — подполковник, командир 515 иап - Губин Е. И. — 01.07.1944 г. — лейтенант, лётчик 218 шап - Гурвич С. И. — 26.10.1944 г. — лейтенант, заместитель командира эскадрильи 431 шап - Гусаров Н. М. — 04.02.1944 г. — майор, штурман 486 иап - Д - Давиденко С. П. — 04.02.1944 г. — капитан, штурман эскадрильи 24 бап - Давыдов В. И. — 15.05.1946 г. — капитан, заместитель командира эскадрильи 72 орап - Дельцов П. А. — 13.04.1944 г. — капитан, командир эскадрильи 24 бап - Джабидзе Д. В. — 15.05.1946 г. — капитан, командир эскадрильи 812 иап - Дзусов И. М. — 29.05.1945 г. — генерал-майор авиации, командир 6 иак - Докучалов П. С. — 15.05.1946 г. — старший лейтенант, командир звена 175 гв. шап - Дубенок Г. С. — 24.08.1943 г. — капитан, командир эскадрильи 53 гв. иап - Дугин Н. Д. — 15.05.1946 г. — капитан, заместитель командира эскадрильи 402 иап - Е - Егорович В. А. — 15.05.1946 г. — капитан, командир эскадрильи 402 иап - Ершов В. А. — 15.05.1946 г. — старший лейтенант, лётчик 16 одрап - Ж - Жуков С. И. — 15.05.1946 г. — старший лейтенант, заместитель командира эскадрильи 58 гв. шап - З - Захаров К. Ф. — 02.08.1944 г. — капитан, командир эскадрильи 233 иап - Зверьков П. П. — 15.05.1946 г. — капитан, помощник командира 41 шап по ВСС - Зыков Ю. Н. — 01.07.1944 г. — старший лейтенант, заместитель командира эскадрильи 59 шап - И - Иванов Н. В. — 23.02.1945 г. — лейтенант, лётчик 59 гв. шап - Исаев Н. В. — 06.04.1945 г. — полковник, командир 273 иад - К - Кобисской А. С. — 01.07.1944 г. — старший лейтенант, командир звена 721 иап - Кадомцев А. И. — 13.04.1944 г. — капитан, командир эскадрильи 59 гв. шап - Камельчик М. С. — 15.05.1946 г. — старший лейтенант, командир звена 33 гв. шап - Караев А. А. — 23.02.1945 г. — старший лейтенант, заместитель командира 176 гв. иап - Кириллов А. С. — 15.05.1946 г. — капитан, командир эскадрильи 41 шап - Киселёв Г. С. — 15.05.1946 г. — старший лейтенант, заместитель командира эскадрильи 58 шап - Климов В. В. — 15.05.1946 г. — майор, штурман 15 иап - Кобылецкий И. И. — 15.05.1946 г. — майор, заместитель командира 53 гв. иап - Козленко П. А. — 15.05.1946 г. — капитан, штурман эскадрильи 24 бап - Коленников В. Ф. — 23.02.1945 г. — капитан, заместитель командира эскадрильи 78 гв. шап - Колесниченко С. К. — 02.09.1943 г. — лейтенант, помощник командира 519 иап по ВСС - Комаров Г. О. — 29.05.1945 г. — генерал-майор авиации, командир 2 гв. шад - Комаров С. П. — 15.05.1946 г. — лейтенант, лётчик 16 одрап - Копаев Г. И. — 13.04.1944 г. — майор, штурман 59 гв. шап - Костиков Ф. М. — 15.05.1946 г. — старший лейтенант, командир звена 43 иап - Криворученко А. Н. — 15.05.1946 г. — майор, командир эскадрильи 72 орп - Круглов П. М. — 23.02.1945 г. — капитан, штурман 567 шап - Крупин А. П. — 01.05.1943 г. — капитан, штурман эскадрильи 99 бап - Кузнецов С. А. — 26.10.1944 г. — майор, штурман 233 иап - Кручинский М. И. — 23.02.1945 г. — капитан, заместитель командира эскадрильи 218 шап - Л - Лазарев В. Р. — 15 05.1946 г. — старший лейтенант, командир звена 173 гв. шап - Латышев В. А. — 04.02.1944 г. — старший лейтенант, заместитель командира эскадрильи 67 гв. иап - Лахтин Б. А. — 19.08.1944 г. — лейтенант, лётчик 62 гв. ап - Лацков Н. С. — 26.10.1944 г. — старший лейтенант, командир эскадрильи 431 шап - Лебедев А. И. — 15.05.1946 г. — капитан, командир эскадрильи 71 гв. шап - Лебедев Д. И. — 15.05.1946 г. — старший лейтенант, заместитель командира эскадрильи 173 гв. шап - Леонтьев В. А. — 15.05.1946 г. — старший лейтенант, заместитель командира эскадрильи 24 бап - Лозенко И. А. — 13.04.1944 г. — капитан, командир эскадрильи 431 шап - Лысенко Н. К. — 26.10.1944 г. — майор, командир 218 шап - М - Макаров В. Н. — 28.01.1943 г. — капитан, командир эскадрильи 512 иап - Малашенков Г. С. — 15.05.1946 г. — капитан, штурман эскадрильи 745 бап - Маликов И. А. — 15.05.1946 г. — старший лейтенант, командир звена 128 бап - Малин К. Я. — 15.05.1946 г. — младший лейтенант, лётчик 175 гв. шап - Малов О. И. — 23.02.1945 г. — старший лейтенант, заместитель командира эскадрильи 79 гв. шап - Манукян А. Б. — 15.05.1946 г. — капитан, помощник командира 402 иап по ВСС - Мартынов А. П. — 15.05.1946 г. — старший лейтенант, заместитель командира эскадрильи 45 гв. бап - Маслов И. В. — 01.07.1944 г.- старший лейтенант, заместитель командира эскадрильи 157 иап - Махринов Г. Ф. — 15.05.1946 г. — капитан, командир звена 72 орап - Медведев В. А. — 15.05.1946 г. — старший лейтенант, командир звена 79 гв. шап - Мезинов М. П. — 24.08.1943 г. — старший лейтенант, командир звена 128 пбап - Милюков В. А. — 15.05.1946 г. — старший лейтенант, командир звена 59 гв. шап - Мирошниченко Д. Г. — 26.10.1944 г. — старший лейтенант, командир эскадрильи 248 иап - Михайлик Я. Т. — 15.05.1946 г. — старший лейтенант, заместитель командира эскадрильи 54 гв. иап - Михайленко К Ф. — 15.05.1946 г. — старший лейтенант, командир звена 45 гв. бап | - М - Михаленков Е. А. — 13.04.1944 г. — капитан, командир эскадрильи 78 гв. шап - Мишанов Н. Д. — 15.05.1946 г. — капитан, заместитель командира эскадрильи 69 гв. бап - Моисеев О. В. — 15.05.1946 г. — старший лейтенант, командир звена 175 шап - Моргунов С. Н. — 15.05.1946 г. — лейтенант, командир эскадрильи 15 иап - Моторный И. П. — 28.01.1943 г. — капитан, командир 512 иап - Мочалов В. Н. — 23.02.1945 г. — капитан, командир эскадрильи 78 гв. шап - Мошков Б. Н. — 19.08.1944 г. — старший лейтенант, заместитель командира эскадрильи 431 шап - Мужайло Н. Т. — 15.05.1946 г. — лейтенант, начальник связи эскадрильи 8 гв. бап - Н - Найдёнов Н. А. — 24.08.1943 г. — старший лейтенант, командир эскадрильи 563 иап - Наконечников А. Г. — 01.07.1944 г. — подполковник, командир 78 гв. шап - Науменко И. А. — 04.02.1944 г. — старший лейтенант, заместитель командира эскадрильи 58 гв. шап - Немтинов А. А. — 01.07.1944 г. — лейтенант, помощник командира 79 шап по ВСС - Нечипуренко И. И. — 15.05.1946 г. — лейтенант, командир звена 173 гв. шап - Новичков С. М. — 04.02.1944 г. — старший лейтенант, командир звена 67 гв. иап - О - Оводов Я. Л. — 15.05.1946 г. — майор, помощник командира 133 иап по ВСС - Оганесов В. М. — 15.05.1946 г. — старший лейтенант, заместитель командира эскадрильи 347 иап - Орлов В. Д. — 31.05.1945 г. — старший лейтенант, командир звена 98 орап - Осадчиев А. Д. — 15.05.1946 г. — старший лейтенант, командир эскадрильи 43 иап - П - Павлов М. Н. — 13.04.1944 г. — старший лейтенант, штурман эскадрильи 128 бап - Панов А. Б. — 23.02.1945 г. — подполковник, командир 67 гв. иап - Паршин Ф. И. — 26.10.1944 г. — капитан, командир эскадрильи 128 бап - Пеньков М. И. — 26.10.1944 г. — лейтенант, командир звена 431 шап - Перминов И. А. — 15.05.1946 г. — лейтенант, командир звена 33 гв. шап - Пивоваров М. И. — 15.05.1946 г. — старший лейтенант, командир эскадрильи 402 иап - Писаревский Н. Ф. — 23.02.1945 г. — старший лейтенант, командир звена 218 шап - Пологов П. А. — 02.09.1943 г. — майор, штурман 737 иап - Поляков В. К. — 02.09.1943 г. — младший лейтенант, лётчик 54 гв. иап - Попов Н. И. — 15.05.1946 г. — капитан, командир эскадрильи 724 шап - Попович В. Т. — 15.05.1946 г. — старший лейтенант, командир эскадрильи 44 гв. бап - Поспелов П. П. — 04.02.1944 г. — майор, помощник командира 58 гв. шап - Просвирнов М. А. — 15.05.1946 г. — капитан, командир 175 гв. шап - Пучков Г. И. — 15.05.1946 г. — старший лейтенант, командир звена 70 гв. шап - Р - Ратников П. П. — 24.08.1943 г. — лейтенант, командир эскадрильи 53 гв. иап - Ренц М. П. — 15.05.1946 г. — майор, командир эскадрильи 30 гв. иап - Ривкин Б. Н. — 24.08.1943 г. — капитан, командир эскадрильи 54 гв. иап - Рожнов Н. А. — 01.07.1944 г. — капитан, штурман 217 шап - Романенко И. И. — 04.02.1944 г. — капитан, штурман 774 иап - Россохин Б. Г. — 23.02.1945 г. — лейтенант, командир звена 59 гв. шап - Руденко Н. С. — 29.06.1945 г. — старший лейтенант, лётчик 176 гв. иап - Руденко С. И. — 19.08.1944 г. — генерал-полковник авиации, командующий 16 ВА - Рудь Н. М. — 26.10.1944 г. — лейтенант, лётчик 745 бап - Румянцев М. И. — 01.07.1944 г. — старший лейтенант, заместитель командира эскадрильи 218 шап - Рыжий Л. К. — 15.05.1946 г. — капитан, командир эскадрильи 347 иап - Рыков Л. В. — 15.05.1946 г. — старший лейтенант, заместитель командира эскадрильи 44 гв. бап - С - Савченко А. П. — 04.02.1944 г. — капитан, командир эскадрильи 127 иап - Свиридов А. А. — 13.04.1944 г. — старший лейтенант, командир эскадрильи 128 иап - Селянин Е. Н. — 23.02.1945 г. — старший лейтенант, заместитель командира эскадрильи 174 гв. шап - Семенюк З. В. — 28.01.1943 г. — капитан, лётчик-инспектор по технике пилотирования 220 иад - Сиднев Б. А. — 29.05.1945 г. — генерал-майор авиации, командир 13 иак - Сидоров И. Д. — 02.09.1943 г. — капитан, командир эскадрильи 92 иап - Сидорович А. Н. — 15.05.1946 г. — лейтенант, лётчик 79 гв. шап - Скляров М. Г. — 01.07.1944 г. — подполковник, командир 59 гв. шап - Слизень Л. С. — 15.05.1946 г. — майор, командир эскадрильи 15 иап - Смирнов Д. И. — 04.02.1944 г. — старший лейтенант, командир эскадрильи 431 шап - Собковский Г. П. — 15.05.1946 г. — старший лейтенант, лётчик-наблюдатель 16 одрап - Сорокин В. А. — 15.05.1946 г. — лейтенант, командир звена 24 бап - Старостин Н. Ф. — 04.02.1944 г. — старший лейтенант, штурман эскадрильи 128 бап - Стратиевский Н. Б. — 23.05.1945 г. — лейтенант, начальник связи эскадрильи 96 гв. ап - Суков Н. Д. — 01.07.1944 г. — капитан, заместитель командира эскадрильи 44 гв. нбап - Сухорукое И. А. — 15.05.1946 г. — старший лейтенант, штурман 805 шап - Т - Тваури Г. И. — 23.02.1945 г. — старший лейтенант, командир звена 59 гв. шап - Тимофеева (Егорова) А. А. — 06.05.1965 г. — старший лейтенант запаса, бывший штурман 805 шап - Тихов А. У. — 26.10.1944 г. — старший лейтенант, командир эскадрильи 874 шап - Тихонов Б. Н. — 15.05.1946 г. — старший лейтенант, командир звена 175 гв. шап - Тищенко А. Т. — 15.05.1946 г. — капитан, штурман 812 иап - Трегубов Н. М. — 13.04.1944 г. — капитан, командир эскадрильи 721 иап - Туриков A.M. — 01.05.1943 г. — капитан, штурман эскадрильи 99 бап - Тышевич В. А. — 15.05.1946 г. — старший лейтенант, заместитель командира эскадрильи 79 гв. шап - Тюлькин М. Н. — 15.05.1946 г. — майор, штурман 515 иап - У - Удачин В. В. — 15.05.1946 г. — старший лейтенант, заместитель командира эскадрильи 33 гв. шап - Ф - Фадеев А. И. — 15.05.1946 г. — майор, командир эскадрильи 96 гв. бап - Фатеев И. Ф. — 15.05.1946 г. — старший лейтенант, заместитель командира 175 гв. шап - Федоренко Н. В. — 15.05.1946 г. — подполковник, главный штурман 3 бап - Фёдоров М. Т.26.10.1944 г. — лейтенант, командир звена 431 шап - Федорчук И. А. — 04.02.1944 г. — лейтенант, командир звена 67 гв. иап - Фесенко М. И. — 15.05.1946 г. — старший лейтенант, заместитель командира эскадрильи 175 гв. шап - Фильченков С. Я. — 26.10.1944 г. — младший лейтенант, штурман экипажа 128 бап - Х - Харитонов Н. В. — 01.05.1943 г. — старший лейтенант, заместитель командира эскадрильи 520 иап - Харитошкин А. Н. — 15.05.1946 г. — старший лейтенант, командир звена 23 гв. нбап - Химич Ф. В. — 26.10.1944 г. — майор, помощник командира 282 иад по ВСС - Холодный Г. И. — 15.05.1946 г. — капитан, лётчик 157 иап - Хохлачёв В. Ф. — 13.04.1944 г. — капитан, командир эскадрильи 79 гв. шап - Хрюкин С. К. — 23.02.1945 г. — капитан, командир эскадрильи 173 гв. шап - Ц, Ч - Царьгородский А. А. — 15.05.1946 г. — капитан, штурман эскадрильи 96 гв. бап - Черезов А. С. — 13.04.1944 г. — лейтенант, командир звена 78 гв. иап - Чупиков П. Ф. — 19.08.1944 г. — полковник, командир 19 иап - Ш, Я - Шарков В. И. — 23.02.1945 г. — старший лейтенант, заместитель командира эскадрильи 218 шап - Шатин Г. Н. — 15.05.1946 г. — младший лейтенант, командир звена 175 гв. шап - Шевелёв П. Ф. — 04.02.1944 г. — капитан, командир эскадрильи 67 гв. иап - Шемендюк П. С. — 24.08.1943 г. — старший лейтенант, заместитель командира эскадрильи 157 иап - Шмырин Ф. С. — 15.05.1946 г. — младший лейтенант, командир звена 175 гв. шап - Шпуняков С. П. — 15.05.1946 г. — старший лейтенант, заместитель командира эскадрильи 402 иап - Шургая Ш. И. — 15.05.1946 г. — лейтенант, командир звена 175 гв. шап - Щеглов С. С. — 15.05.1946 г. — капитан, штурман эскадрильи 128 бап - Щербаков И. И. — 15.05.1946 г. — капитан, командир эскадрильи 176 гв. иап - Яловой И. П. — 15.05.1946 г. — майор, командир эскадрильи 745 бап - Яшин В. Н. — 26.10.1944 г. — капитан, командир эскадрильи 133 иап |

 Кавалеры ордена Славы трёх степеней:
- Ильченко, Илларион Петрович, гвардии старшина, воздушный стрелок 174 гвардейского штурмового авиационного полка 11 гвардейской штурмовой авиационной дивизии. Указ Президиума Верховного Совета СССР от 23 февраля 1948 года;
- Миранский, Анатолий Леонидович, старший сержант, штурман самолёта 717 бомбардировочного авиационного полка 242 ночной бомбардировочной авиационной дивизии. Перенагражден орденом Славы 1-й степени. Указ Президиума Верховного Совета СССР от 19 декабря 1991 года;
- Олейник, Иван Яковлевич, младший лейтенант, лётчик 717 бомбардировочного авиационного полка 242 ночной бомбардировочной авиационной дивизии. Перенагражден орденом Славы 1-й степени. Указ Президиума Верховного Совета СССР от 7 июня 1968 года.

### В мирное время
Леонов Алексей Архипович, генерал-майор авиации, лётчик-космонавт СССР
 Попович Павел Романович, генерал-майор авиации, лётчик-космонавт СССР

### Герои РФ
Корзун, Валерий Григорьевич, полковник, лётчик-космонавт

 Падалка, Геннадий Иванович, полковник, лётчик-космонавт

 Бондарев, Виктор Николаевич, генерал-полковник

 Алимов, Владимир Ришадович, подполковник

 Левашов Сергей Александрович, подполковник

 Совгиренко Андрей Викторович, майор (посмертно)

 Скрипников, Илья Николаевич, майор (посмертно)

 Иванов, Александр Александрович, капитан (посмертно)

## Память

Памятный знак в Курске Героям-лётчикам 16-й воздушной армии

- Памятник Воинам 16-й Воздушной армии в Курске области. Сооружён в честь воинов прославленного авиасоединения, сражавшегося на Северном фасе Курской дуги. Авторы: скульптор М. А. Кузовлев, архитекторы В. П. Семенихин, М. Л. Хилюк[10].
- Памятник Воинам 16-й Воздушной армии, погибшим в небе над Севском. Открыт 27 августа 2013 года в Севском районе Брянской области[11].
- Памятник Воинам 16-й воздушной армии и жителям микрорайона Новогиреево города Москвы, павшим в годы Великой Отечественной войны, открыт на территории учебного корпуса «Ушаковский» ГБОУ «Школа № 1324» города Москвы (бывшая Школа № 795 города Москвы).